# Цугцванг
Цугцванг (на немски: zugzwang) e неблагоприятно положение в шахмата и шашките за играча, който е на ход, при която всеки негов ход води до влошаване на позицията му.
Терминът се използва в комбинаторните игри, за да обозначи ход, който променя изхода на играта към победа, реми или загуба. Поставянето на опонента в цугцванг е често срещан начин да се спечели играта, а в някои случаи е необходимо, за да се направи победата му невъзможна. По-общо, терминът може да се използва и за описание на ситуация, при която нито една от наличните опции не води до добър резултат.
В шахмата правото на ход е същевременно и задължение. Може да стане така, че за играча, който е на ход, всичките възможни ходове са неизгодни. Тогава той е принуден сам да влоши позицията си под принудата от стратегически ход на противника, като вместо това би предпочел да не прави ход. Цугцвангът често е определящ фактор в ендшпила и по-рядко в другите фази на партията поради наличието на по-голям брой фигури.
При цугцванг една от страните или и двете наведнъж (взаимен цугцванг) няма полезни или неутрални ходове и движението на някоя от фигурите води до влошаване на собствената позиция (в строгия смисъл на думата до влошаване в резултата).
Често се среща въображаем цугцванг, тоест позиция, чийто резултат не се променя, когато въображаем ход премине към противника, но липсата на полезни ходове се усеща субективно. Друг често срещан привиден цугцванг е всяка губеща позиция, в която губещият е принуден пасивно да чака предстоящото поражение.
В шахматната нотация, според списание „Шахматен информатор“, цугцванг се означава със символа ⊙.

## Етимология, значения и история
Думата цугцванг произлиза от немски език и е съчетание на Zug („движение, ход, местене“) и Zwang („принуда, насилие, натиск, непреодолим импулс, да сте изкушени да направите нещо“) и се превежда буквално като „необходимост от приемане на даден ход“. Поради това често се среща погрешно изписана с тире: цуг-цванг.
- „При цугцванг шахматистът просто трябва да направи своя ход, макар че това ще доведе до беда.“[9]
- Обикновено, когато се говори за цугцванг в позиции в мителшпила, той се разглежда в по-широкия смисъл на думата – например позиции, в които една от страните е много ограничена в действията си.[10]
- „Държавното управление е в колапс, нокаут, цугцванг – може да изберете която дума си пожелаете.“ Цугцванг може да се използва и в други сфери на живота, например в политиката, като има същото значение на неизбежен неблагоприятен ход, влошаване на собствената си позиция.[11]

Концепцията за цугцванг е била известна на шахматистите много векове преди терминът да бъде измислен, появявайки се в изследване на ендшпила, публикувано през 1604 г. от Алесандро Салвио, един от първите автори на играта, и в задачи от шатрандж, датиращи от началото на IX век, над 1000 години преди първото известно използване на термина.
|   | a | b | c | d | e | f | g | h |   |
| 8 | черен цар на черно поле c5 · бял цар на черно поле e5 · бял топ на бяло поле d3 · черен кон на бяло поле e2 | черен цар на черно поле c5 · бял цар на черно поле e5 · бял топ на бяло поле d3 · черен кон на бяло поле e2 | черен цар на черно поле c5 · бял цар на черно поле e5 · бял топ на бяло поле d3 · черен кон на бяло поле e2 | черен цар на черно поле c5 · бял цар на черно поле e5 · бял топ на бяло поле d3 · черен кон на бяло поле e2 | черен цар на черно поле c5 · бял цар на черно поле e5 · бял топ на бяло поле d3 · черен кон на бяло поле e2 | черен цар на черно поле c5 · бял цар на черно поле e5 · бял топ на бяло поле d3 · черен кон на бяло поле e2 | черен цар на черно поле c5 · бял цар на черно поле e5 · бял топ на бяло поле d3 · черен кон на бяло поле e2 | черен цар на черно поле c5 · бял цар на черно поле e5 · бял топ на бяло поле d3 · черен кон на бяло поле e2 | 8 |
| 7 | черен цар на черно поле c5 · бял цар на черно поле e5 · бял топ на бяло поле d3 · черен кон на бяло поле e2 | черен цар на черно поле c5 · бял цар на черно поле e5 · бял топ на бяло поле d3 · черен кон на бяло поле e2 | черен цар на черно поле c5 · бял цар на черно поле e5 · бял топ на бяло поле d3 · черен кон на бяло поле e2 | черен цар на черно поле c5 · бял цар на черно поле e5 · бял топ на бяло поле d3 · черен кон на бяло поле e2 | черен цар на черно поле c5 · бял цар на черно поле e5 · бял топ на бяло поле d3 · черен кон на бяло поле e2 | черен цар на черно поле c5 · бял цар на черно поле e5 · бял топ на бяло поле d3 · черен кон на бяло поле e2 | черен цар на черно поле c5 · бял цар на черно поле e5 · бял топ на бяло поле d3 · черен кон на бяло поле e2 | черен цар на черно поле c5 · бял цар на черно поле e5 · бял топ на бяло поле d3 · черен кон на бяло поле e2 | 7 |
| 6 | черен цар на черно поле c5 · бял цар на черно поле e5 · бял топ на бяло поле d3 · черен кон на бяло поле e2 | черен цар на черно поле c5 · бял цар на черно поле e5 · бял топ на бяло поле d3 · черен кон на бяло поле e2 | черен цар на черно поле c5 · бял цар на черно поле e5 · бял топ на бяло поле d3 · черен кон на бяло поле e2 | черен цар на черно поле c5 · бял цар на черно поле e5 · бял топ на бяло поле d3 · черен кон на бяло поле e2 | черен цар на черно поле c5 · бял цар на черно поле e5 · бял топ на бяло поле d3 · черен кон на бяло поле e2 | черен цар на черно поле c5 · бял цар на черно поле e5 · бял топ на бяло поле d3 · черен кон на бяло поле e2 | черен цар на черно поле c5 · бял цар на черно поле e5 · бял топ на бяло поле d3 · черен кон на бяло поле e2 | черен цар на черно поле c5 · бял цар на черно поле e5 · бял топ на бяло поле d3 · черен кон на бяло поле e2 | 6 |
| 5 | черен цар на черно поле c5 · бял цар на черно поле e5 · бял топ на бяло поле d3 · черен кон на бяло поле e2 | черен цар на черно поле c5 · бял цар на черно поле e5 · бял топ на бяло поле d3 · черен кон на бяло поле e2 | черен цар на черно поле c5 · бял цар на черно поле e5 · бял топ на бяло поле d3 · черен кон на бяло поле e2 | черен цар на черно поле c5 · бял цар на черно поле e5 · бял топ на бяло поле d3 · черен кон на бяло поле e2 | черен цар на черно поле c5 · бял цар на черно поле e5 · бял топ на бяло поле d3 · черен кон на бяло поле e2 | черен цар на черно поле c5 · бял цар на черно поле e5 · бял топ на бяло поле d3 · черен кон на бяло поле e2 | черен цар на черно поле c5 · бял цар на черно поле e5 · бял топ на бяло поле d3 · черен кон на бяло поле e2 | черен цар на черно поле c5 · бял цар на черно поле e5 · бял топ на бяло поле d3 · черен кон на бяло поле e2 | 5 |
| 4 | черен цар на черно поле c5 · бял цар на черно поле e5 · бял топ на бяло поле d3 · черен кон на бяло поле e2 | черен цар на черно поле c5 · бял цар на черно поле e5 · бял топ на бяло поле d3 · черен кон на бяло поле e2 | черен цар на черно поле c5 · бял цар на черно поле e5 · бял топ на бяло поле d3 · черен кон на бяло поле e2 | черен цар на черно поле c5 · бял цар на черно поле e5 · бял топ на бяло поле d3 · черен кон на бяло поле e2 | черен цар на черно поле c5 · бял цар на черно поле e5 · бял топ на бяло поле d3 · черен кон на бяло поле e2 | черен цар на черно поле c5 · бял цар на черно поле e5 · бял топ на бяло поле d3 · черен кон на бяло поле e2 | черен цар на черно поле c5 · бял цар на черно поле e5 · бял топ на бяло поле d3 · черен кон на бяло поле e2 | черен цар на черно поле c5 · бял цар на черно поле e5 · бял топ на бяло поле d3 · черен кон на бяло поле e2 | 4 |
| 3 | черен цар на черно поле c5 · бял цар на черно поле e5 · бял топ на бяло поле d3 · черен кон на бяло поле e2 | черен цар на черно поле c5 · бял цар на черно поле e5 · бял топ на бяло поле d3 · черен кон на бяло поле e2 | черен цар на черно поле c5 · бял цар на черно поле e5 · бял топ на бяло поле d3 · черен кон на бяло поле e2 | черен цар на черно поле c5 · бял цар на черно поле e5 · бял топ на бяло поле d3 · черен кон на бяло поле e2 | черен цар на черно поле c5 · бял цар на черно поле e5 · бял топ на бяло поле d3 · черен кон на бяло поле e2 | черен цар на черно поле c5 · бял цар на черно поле e5 · бял топ на бяло поле d3 · черен кон на бяло поле e2 | черен цар на черно поле c5 · бял цар на черно поле e5 · бял топ на бяло поле d3 · черен кон на бяло поле e2 | черен цар на черно поле c5 · бял цар на черно поле e5 · бял топ на бяло поле d3 · черен кон на бяло поле e2 | 3 |
| 2 | черен цар на черно поле c5 · бял цар на черно поле e5 · бял топ на бяло поле d3 · черен кон на бяло поле e2 | черен цар на черно поле c5 · бял цар на черно поле e5 · бял топ на бяло поле d3 · черен кон на бяло поле e2 | черен цар на черно поле c5 · бял цар на черно поле e5 · бял топ на бяло поле d3 · черен кон на бяло поле e2 | черен цар на черно поле c5 · бял цар на черно поле e5 · бял топ на бяло поле d3 · черен кон на бяло поле e2 | черен цар на черно поле c5 · бял цар на черно поле e5 · бял топ на бяло поле d3 · черен кон на бяло поле e2 | черен цар на черно поле c5 · бял цар на черно поле e5 · бял топ на бяло поле d3 · черен кон на бяло поле e2 | черен цар на черно поле c5 · бял цар на черно поле e5 · бял топ на бяло поле d3 · черен кон на бяло поле e2 | черен цар на черно поле c5 · бял цар на черно поле e5 · бял топ на бяло поле d3 · черен кон на бяло поле e2 | 2 |
| 1 | черен цар на черно поле c5 · бял цар на черно поле e5 · бял топ на бяло поле d3 · черен кон на бяло поле e2 | черен цар на черно поле c5 · бял цар на черно поле e5 · бял топ на бяло поле d3 · черен кон на бяло поле e2 | черен цар на черно поле c5 · бял цар на черно поле e5 · бял топ на бяло поле d3 · черен кон на бяло поле e2 | черен цар на черно поле c5 · бял цар на черно поле e5 · бял топ на бяло поле d3 · черен кон на бяло поле e2 | черен цар на черно поле c5 · бял цар на черно поле e5 · бял топ на бяло поле d3 · черен кон на бяло поле e2 | черен цар на черно поле c5 · бял цар на черно поле e5 · бял топ на бяло поле d3 · черен кон на бяло поле e2 | черен цар на черно поле c5 · бял цар на черно поле e5 · бял топ на бяло поле d3 · черен кон на бяло поле e2 | черен цар на черно поле c5 · бял цар на черно поле e5 · бял топ на бяло поле d3 · черен кон на бяло поле e2 | 1 |
|   | a | b | c | d | e | f | g | h |   |

Най-ранната публикувана употреба на цугцванг може да е в изследването на Зaирaб Kaтaи, което е публикувано някъде между 813 и 833 г., обсъждайки шатрандж (диаграма 1). След
1. Тe3 Кg12. Цf5 Цd4 3. Цf4
поставя черните в цугцванг, тъй като черният цар трябва да изостави атаката си срещу белия топ и по този начин да позволи на белия цар да хване коня в капан:
3...Цc4 4.Цg3 (или Цg4) Цd4 5.Тe1 и белите печелят. 
Според шахматния историк Едуард Уинтър, думата „цугцванг“ е била използвана в немските шахматни кръгове през 19 век. Германският шахматист Макс Ланге е посочен като създател на техническия термин. Най-ранното известно използване е в статия в Berliner Schachzeitung през 1858 г. В списанието Deutsche Schachzeitung от септември 1858 г.  на страници 353–358 има неподписана статия „Zugzwang, Zugwahl und Privilegien“.
|   | a | b | c | d | e | f | g | h |   |
| 8 | черен топ на бяло поле g8 · черен цар на бяло поле b7 · черна пешка на черно поле c7 · черна пешка на черно поле b6 · черен офицер на бяло поле c6 · черна пешка на черно поле a5 · черна дама на бяло поле d5 · бяла пешка на бяло поле f5 · бял офицер на черно поле g5 · бяла пешка на бяло поле a4 · черна пешка на бяло поле c4 · бяла пешка на черно поле d4 · черна пешка на черно поле h4 · бяла пешка на черно поле c3 · бяла пешка на бяло поле h3 · бяла дама на черно поле d2 · бял цар на черно поле h2 · бял топ на бяло поле f1 | черен топ на бяло поле g8 · черен цар на бяло поле b7 · черна пешка на черно поле c7 · черна пешка на черно поле b6 · черен офицер на бяло поле c6 · черна пешка на черно поле a5 · черна дама на бяло поле d5 · бяла пешка на бяло поле f5 · бял офицер на черно поле g5 · бяла пешка на бяло поле a4 · черна пешка на бяло поле c4 · бяла пешка на черно поле d4 · черна пешка на черно поле h4 · бяла пешка на черно поле c3 · бяла пешка на бяло поле h3 · бяла дама на черно поле d2 · бял цар на черно поле h2 · бял топ на бяло поле f1 | черен топ на бяло поле g8 · черен цар на бяло поле b7 · черна пешка на черно поле c7 · черна пешка на черно поле b6 · черен офицер на бяло поле c6 · черна пешка на черно поле a5 · черна дама на бяло поле d5 · бяла пешка на бяло поле f5 · бял офицер на черно поле g5 · бяла пешка на бяло поле a4 · черна пешка на бяло поле c4 · бяла пешка на черно поле d4 · черна пешка на черно поле h4 · бяла пешка на черно поле c3 · бяла пешка на бяло поле h3 · бяла дама на черно поле d2 · бял цар на черно поле h2 · бял топ на бяло поле f1 | черен топ на бяло поле g8 · черен цар на бяло поле b7 · черна пешка на черно поле c7 · черна пешка на черно поле b6 · черен офицер на бяло поле c6 · черна пешка на черно поле a5 · черна дама на бяло поле d5 · бяла пешка на бяло поле f5 · бял офицер на черно поле g5 · бяла пешка на бяло поле a4 · черна пешка на бяло поле c4 · бяла пешка на черно поле d4 · черна пешка на черно поле h4 · бяла пешка на черно поле c3 · бяла пешка на бяло поле h3 · бяла дама на черно поле d2 · бял цар на черно поле h2 · бял топ на бяло поле f1 | черен топ на бяло поле g8 · черен цар на бяло поле b7 · черна пешка на черно поле c7 · черна пешка на черно поле b6 · черен офицер на бяло поле c6 · черна пешка на черно поле a5 · черна дама на бяло поле d5 · бяла пешка на бяло поле f5 · бял офицер на черно поле g5 · бяла пешка на бяло поле a4 · черна пешка на бяло поле c4 · бяла пешка на черно поле d4 · черна пешка на черно поле h4 · бяла пешка на черно поле c3 · бяла пешка на бяло поле h3 · бяла дама на черно поле d2 · бял цар на черно поле h2 · бял топ на бяло поле f1 | черен топ на бяло поле g8 · черен цар на бяло поле b7 · черна пешка на черно поле c7 · черна пешка на черно поле b6 · черен офицер на бяло поле c6 · черна пешка на черно поле a5 · черна дама на бяло поле d5 · бяла пешка на бяло поле f5 · бял офицер на черно поле g5 · бяла пешка на бяло поле a4 · черна пешка на бяло поле c4 · бяла пешка на черно поле d4 · черна пешка на черно поле h4 · бяла пешка на черно поле c3 · бяла пешка на бяло поле h3 · бяла дама на черно поле d2 · бял цар на черно поле h2 · бял топ на бяло поле f1 | черен топ на бяло поле g8 · черен цар на бяло поле b7 · черна пешка на черно поле c7 · черна пешка на черно поле b6 · черен офицер на бяло поле c6 · черна пешка на черно поле a5 · черна дама на бяло поле d5 · бяла пешка на бяло поле f5 · бял офицер на черно поле g5 · бяла пешка на бяло поле a4 · черна пешка на бяло поле c4 · бяла пешка на черно поле d4 · черна пешка на черно поле h4 · бяла пешка на черно поле c3 · бяла пешка на бяло поле h3 · бяла дама на черно поле d2 · бял цар на черно поле h2 · бял топ на бяло поле f1 | черен топ на бяло поле g8 · черен цар на бяло поле b7 · черна пешка на черно поле c7 · черна пешка на черно поле b6 · черен офицер на бяло поле c6 · черна пешка на черно поле a5 · черна дама на бяло поле d5 · бяла пешка на бяло поле f5 · бял офицер на черно поле g5 · бяла пешка на бяло поле a4 · черна пешка на бяло поле c4 · бяла пешка на черно поле d4 · черна пешка на черно поле h4 · бяла пешка на черно поле c3 · бяла пешка на бяло поле h3 · бяла дама на черно поле d2 · бял цар на черно поле h2 · бял топ на бяло поле f1 | 8 |
| 7 | черен топ на бяло поле g8 · черен цар на бяло поле b7 · черна пешка на черно поле c7 · черна пешка на черно поле b6 · черен офицер на бяло поле c6 · черна пешка на черно поле a5 · черна дама на бяло поле d5 · бяла пешка на бяло поле f5 · бял офицер на черно поле g5 · бяла пешка на бяло поле a4 · черна пешка на бяло поле c4 · бяла пешка на черно поле d4 · черна пешка на черно поле h4 · бяла пешка на черно поле c3 · бяла пешка на бяло поле h3 · бяла дама на черно поле d2 · бял цар на черно поле h2 · бял топ на бяло поле f1 | черен топ на бяло поле g8 · черен цар на бяло поле b7 · черна пешка на черно поле c7 · черна пешка на черно поле b6 · черен офицер на бяло поле c6 · черна пешка на черно поле a5 · черна дама на бяло поле d5 · бяла пешка на бяло поле f5 · бял офицер на черно поле g5 · бяла пешка на бяло поле a4 · черна пешка на бяло поле c4 · бяла пешка на черно поле d4 · черна пешка на черно поле h4 · бяла пешка на черно поле c3 · бяла пешка на бяло поле h3 · бяла дама на черно поле d2 · бял цар на черно поле h2 · бял топ на бяло поле f1 | черен топ на бяло поле g8 · черен цар на бяло поле b7 · черна пешка на черно поле c7 · черна пешка на черно поле b6 · черен офицер на бяло поле c6 · черна пешка на черно поле a5 · черна дама на бяло поле d5 · бяла пешка на бяло поле f5 · бял офицер на черно поле g5 · бяла пешка на бяло поле a4 · черна пешка на бяло поле c4 · бяла пешка на черно поле d4 · черна пешка на черно поле h4 · бяла пешка на черно поле c3 · бяла пешка на бяло поле h3 · бяла дама на черно поле d2 · бял цар на черно поле h2 · бял топ на бяло поле f1 | черен топ на бяло поле g8 · черен цар на бяло поле b7 · черна пешка на черно поле c7 · черна пешка на черно поле b6 · черен офицер на бяло поле c6 · черна пешка на черно поле a5 · черна дама на бяло поле d5 · бяла пешка на бяло поле f5 · бял офицер на черно поле g5 · бяла пешка на бяло поле a4 · черна пешка на бяло поле c4 · бяла пешка на черно поле d4 · черна пешка на черно поле h4 · бяла пешка на черно поле c3 · бяла пешка на бяло поле h3 · бяла дама на черно поле d2 · бял цар на черно поле h2 · бял топ на бяло поле f1 | черен топ на бяло поле g8 · черен цар на бяло поле b7 · черна пешка на черно поле c7 · черна пешка на черно поле b6 · черен офицер на бяло поле c6 · черна пешка на черно поле a5 · черна дама на бяло поле d5 · бяла пешка на бяло поле f5 · бял офицер на черно поле g5 · бяла пешка на бяло поле a4 · черна пешка на бяло поле c4 · бяла пешка на черно поле d4 · черна пешка на черно поле h4 · бяла пешка на черно поле c3 · бяла пешка на бяло поле h3 · бяла дама на черно поле d2 · бял цар на черно поле h2 · бял топ на бяло поле f1 | черен топ на бяло поле g8 · черен цар на бяло поле b7 · черна пешка на черно поле c7 · черна пешка на черно поле b6 · черен офицер на бяло поле c6 · черна пешка на черно поле a5 · черна дама на бяло поле d5 · бяла пешка на бяло поле f5 · бял офицер на черно поле g5 · бяла пешка на бяло поле a4 · черна пешка на бяло поле c4 · бяла пешка на черно поле d4 · черна пешка на черно поле h4 · бяла пешка на черно поле c3 · бяла пешка на бяло поле h3 · бяла дама на черно поле d2 · бял цар на черно поле h2 · бял топ на бяло поле f1 | черен топ на бяло поле g8 · черен цар на бяло поле b7 · черна пешка на черно поле c7 · черна пешка на черно поле b6 · черен офицер на бяло поле c6 · черна пешка на черно поле a5 · черна дама на бяло поле d5 · бяла пешка на бяло поле f5 · бял офицер на черно поле g5 · бяла пешка на бяло поле a4 · черна пешка на бяло поле c4 · бяла пешка на черно поле d4 · черна пешка на черно поле h4 · бяла пешка на черно поле c3 · бяла пешка на бяло поле h3 · бяла дама на черно поле d2 · бял цар на черно поле h2 · бял топ на бяло поле f1 | черен топ на бяло поле g8 · черен цар на бяло поле b7 · черна пешка на черно поле c7 · черна пешка на черно поле b6 · черен офицер на бяло поле c6 · черна пешка на черно поле a5 · черна дама на бяло поле d5 · бяла пешка на бяло поле f5 · бял офицер на черно поле g5 · бяла пешка на бяло поле a4 · черна пешка на бяло поле c4 · бяла пешка на черно поле d4 · черна пешка на черно поле h4 · бяла пешка на черно поле c3 · бяла пешка на бяло поле h3 · бяла дама на черно поле d2 · бял цар на черно поле h2 · бял топ на бяло поле f1 | 7 |
| 6 | черен топ на бяло поле g8 · черен цар на бяло поле b7 · черна пешка на черно поле c7 · черна пешка на черно поле b6 · черен офицер на бяло поле c6 · черна пешка на черно поле a5 · черна дама на бяло поле d5 · бяла пешка на бяло поле f5 · бял офицер на черно поле g5 · бяла пешка на бяло поле a4 · черна пешка на бяло поле c4 · бяла пешка на черно поле d4 · черна пешка на черно поле h4 · бяла пешка на черно поле c3 · бяла пешка на бяло поле h3 · бяла дама на черно поле d2 · бял цар на черно поле h2 · бял топ на бяло поле f1 | черен топ на бяло поле g8 · черен цар на бяло поле b7 · черна пешка на черно поле c7 · черна пешка на черно поле b6 · черен офицер на бяло поле c6 · черна пешка на черно поле a5 · черна дама на бяло поле d5 · бяла пешка на бяло поле f5 · бял офицер на черно поле g5 · бяла пешка на бяло поле a4 · черна пешка на бяло поле c4 · бяла пешка на черно поле d4 · черна пешка на черно поле h4 · бяла пешка на черно поле c3 · бяла пешка на бяло поле h3 · бяла дама на черно поле d2 · бял цар на черно поле h2 · бял топ на бяло поле f1 | черен топ на бяло поле g8 · черен цар на бяло поле b7 · черна пешка на черно поле c7 · черна пешка на черно поле b6 · черен офицер на бяло поле c6 · черна пешка на черно поле a5 · черна дама на бяло поле d5 · бяла пешка на бяло поле f5 · бял офицер на черно поле g5 · бяла пешка на бяло поле a4 · черна пешка на бяло поле c4 · бяла пешка на черно поле d4 · черна пешка на черно поле h4 · бяла пешка на черно поле c3 · бяла пешка на бяло поле h3 · бяла дама на черно поле d2 · бял цар на черно поле h2 · бял топ на бяло поле f1 | черен топ на бяло поле g8 · черен цар на бяло поле b7 · черна пешка на черно поле c7 · черна пешка на черно поле b6 · черен офицер на бяло поле c6 · черна пешка на черно поле a5 · черна дама на бяло поле d5 · бяла пешка на бяло поле f5 · бял офицер на черно поле g5 · бяла пешка на бяло поле a4 · черна пешка на бяло поле c4 · бяла пешка на черно поле d4 · черна пешка на черно поле h4 · бяла пешка на черно поле c3 · бяла пешка на бяло поле h3 · бяла дама на черно поле d2 · бял цар на черно поле h2 · бял топ на бяло поле f1 | черен топ на бяло поле g8 · черен цар на бяло поле b7 · черна пешка на черно поле c7 · черна пешка на черно поле b6 · черен офицер на бяло поле c6 · черна пешка на черно поле a5 · черна дама на бяло поле d5 · бяла пешка на бяло поле f5 · бял офицер на черно поле g5 · бяла пешка на бяло поле a4 · черна пешка на бяло поле c4 · бяла пешка на черно поле d4 · черна пешка на черно поле h4 · бяла пешка на черно поле c3 · бяла пешка на бяло поле h3 · бяла дама на черно поле d2 · бял цар на черно поле h2 · бял топ на бяло поле f1 | черен топ на бяло поле g8 · черен цар на бяло поле b7 · черна пешка на черно поле c7 · черна пешка на черно поле b6 · черен офицер на бяло поле c6 · черна пешка на черно поле a5 · черна дама на бяло поле d5 · бяла пешка на бяло поле f5 · бял офицер на черно поле g5 · бяла пешка на бяло поле a4 · черна пешка на бяло поле c4 · бяла пешка на черно поле d4 · черна пешка на черно поле h4 · бяла пешка на черно поле c3 · бяла пешка на бяло поле h3 · бяла дама на черно поле d2 · бял цар на черно поле h2 · бял топ на бяло поле f1 | черен топ на бяло поле g8 · черен цар на бяло поле b7 · черна пешка на черно поле c7 · черна пешка на черно поле b6 · черен офицер на бяло поле c6 · черна пешка на черно поле a5 · черна дама на бяло поле d5 · бяла пешка на бяло поле f5 · бял офицер на черно поле g5 · бяла пешка на бяло поле a4 · черна пешка на бяло поле c4 · бяла пешка на черно поле d4 · черна пешка на черно поле h4 · бяла пешка на черно поле c3 · бяла пешка на бяло поле h3 · бяла дама на черно поле d2 · бял цар на черно поле h2 · бял топ на бяло поле f1 | черен топ на бяло поле g8 · черен цар на бяло поле b7 · черна пешка на черно поле c7 · черна пешка на черно поле b6 · черен офицер на бяло поле c6 · черна пешка на черно поле a5 · черна дама на бяло поле d5 · бяла пешка на бяло поле f5 · бял офицер на черно поле g5 · бяла пешка на бяло поле a4 · черна пешка на бяло поле c4 · бяла пешка на черно поле d4 · черна пешка на черно поле h4 · бяла пешка на черно поле c3 · бяла пешка на бяло поле h3 · бяла дама на черно поле d2 · бял цар на черно поле h2 · бял топ на бяло поле f1 | 6 |
| 5 | черен топ на бяло поле g8 · черен цар на бяло поле b7 · черна пешка на черно поле c7 · черна пешка на черно поле b6 · черен офицер на бяло поле c6 · черна пешка на черно поле a5 · черна дама на бяло поле d5 · бяла пешка на бяло поле f5 · бял офицер на черно поле g5 · бяла пешка на бяло поле a4 · черна пешка на бяло поле c4 · бяла пешка на черно поле d4 · черна пешка на черно поле h4 · бяла пешка на черно поле c3 · бяла пешка на бяло поле h3 · бяла дама на черно поле d2 · бял цар на черно поле h2 · бял топ на бяло поле f1 | черен топ на бяло поле g8 · черен цар на бяло поле b7 · черна пешка на черно поле c7 · черна пешка на черно поле b6 · черен офицер на бяло поле c6 · черна пешка на черно поле a5 · черна дама на бяло поле d5 · бяла пешка на бяло поле f5 · бял офицер на черно поле g5 · бяла пешка на бяло поле a4 · черна пешка на бяло поле c4 · бяла пешка на черно поле d4 · черна пешка на черно поле h4 · бяла пешка на черно поле c3 · бяла пешка на бяло поле h3 · бяла дама на черно поле d2 · бял цар на черно поле h2 · бял топ на бяло поле f1 | черен топ на бяло поле g8 · черен цар на бяло поле b7 · черна пешка на черно поле c7 · черна пешка на черно поле b6 · черен офицер на бяло поле c6 · черна пешка на черно поле a5 · черна дама на бяло поле d5 · бяла пешка на бяло поле f5 · бял офицер на черно поле g5 · бяла пешка на бяло поле a4 · черна пешка на бяло поле c4 · бяла пешка на черно поле d4 · черна пешка на черно поле h4 · бяла пешка на черно поле c3 · бяла пешка на бяло поле h3 · бяла дама на черно поле d2 · бял цар на черно поле h2 · бял топ на бяло поле f1 | черен топ на бяло поле g8 · черен цар на бяло поле b7 · черна пешка на черно поле c7 · черна пешка на черно поле b6 · черен офицер на бяло поле c6 · черна пешка на черно поле a5 · черна дама на бяло поле d5 · бяла пешка на бяло поле f5 · бял офицер на черно поле g5 · бяла пешка на бяло поле a4 · черна пешка на бяло поле c4 · бяла пешка на черно поле d4 · черна пешка на черно поле h4 · бяла пешка на черно поле c3 · бяла пешка на бяло поле h3 · бяла дама на черно поле d2 · бял цар на черно поле h2 · бял топ на бяло поле f1 | черен топ на бяло поле g8 · черен цар на бяло поле b7 · черна пешка на черно поле c7 · черна пешка на черно поле b6 · черен офицер на бяло поле c6 · черна пешка на черно поле a5 · черна дама на бяло поле d5 · бяла пешка на бяло поле f5 · бял офицер на черно поле g5 · бяла пешка на бяло поле a4 · черна пешка на бяло поле c4 · бяла пешка на черно поле d4 · черна пешка на черно поле h4 · бяла пешка на черно поле c3 · бяла пешка на бяло поле h3 · бяла дама на черно поле d2 · бял цар на черно поле h2 · бял топ на бяло поле f1 | черен топ на бяло поле g8 · черен цар на бяло поле b7 · черна пешка на черно поле c7 · черна пешка на черно поле b6 · черен офицер на бяло поле c6 · черна пешка на черно поле a5 · черна дама на бяло поле d5 · бяла пешка на бяло поле f5 · бял офицер на черно поле g5 · бяла пешка на бяло поле a4 · черна пешка на бяло поле c4 · бяла пешка на черно поле d4 · черна пешка на черно поле h4 · бяла пешка на черно поле c3 · бяла пешка на бяло поле h3 · бяла дама на черно поле d2 · бял цар на черно поле h2 · бял топ на бяло поле f1 | черен топ на бяло поле g8 · черен цар на бяло поле b7 · черна пешка на черно поле c7 · черна пешка на черно поле b6 · черен офицер на бяло поле c6 · черна пешка на черно поле a5 · черна дама на бяло поле d5 · бяла пешка на бяло поле f5 · бял офицер на черно поле g5 · бяла пешка на бяло поле a4 · черна пешка на бяло поле c4 · бяла пешка на черно поле d4 · черна пешка на черно поле h4 · бяла пешка на черно поле c3 · бяла пешка на бяло поле h3 · бяла дама на черно поле d2 · бял цар на черно поле h2 · бял топ на бяло поле f1 | черен топ на бяло поле g8 · черен цар на бяло поле b7 · черна пешка на черно поле c7 · черна пешка на черно поле b6 · черен офицер на бяло поле c6 · черна пешка на черно поле a5 · черна дама на бяло поле d5 · бяла пешка на бяло поле f5 · бял офицер на черно поле g5 · бяла пешка на бяло поле a4 · черна пешка на бяло поле c4 · бяла пешка на черно поле d4 · черна пешка на черно поле h4 · бяла пешка на черно поле c3 · бяла пешка на бяло поле h3 · бяла дама на черно поле d2 · бял цар на черно поле h2 · бял топ на бяло поле f1 | 5 |
| 4 | черен топ на бяло поле g8 · черен цар на бяло поле b7 · черна пешка на черно поле c7 · черна пешка на черно поле b6 · черен офицер на бяло поле c6 · черна пешка на черно поле a5 · черна дама на бяло поле d5 · бяла пешка на бяло поле f5 · бял офицер на черно поле g5 · бяла пешка на бяло поле a4 · черна пешка на бяло поле c4 · бяла пешка на черно поле d4 · черна пешка на черно поле h4 · бяла пешка на черно поле c3 · бяла пешка на бяло поле h3 · бяла дама на черно поле d2 · бял цар на черно поле h2 · бял топ на бяло поле f1 | черен топ на бяло поле g8 · черен цар на бяло поле b7 · черна пешка на черно поле c7 · черна пешка на черно поле b6 · черен офицер на бяло поле c6 · черна пешка на черно поле a5 · черна дама на бяло поле d5 · бяла пешка на бяло поле f5 · бял офицер на черно поле g5 · бяла пешка на бяло поле a4 · черна пешка на бяло поле c4 · бяла пешка на черно поле d4 · черна пешка на черно поле h4 · бяла пешка на черно поле c3 · бяла пешка на бяло поле h3 · бяла дама на черно поле d2 · бял цар на черно поле h2 · бял топ на бяло поле f1 | черен топ на бяло поле g8 · черен цар на бяло поле b7 · черна пешка на черно поле c7 · черна пешка на черно поле b6 · черен офицер на бяло поле c6 · черна пешка на черно поле a5 · черна дама на бяло поле d5 · бяла пешка на бяло поле f5 · бял офицер на черно поле g5 · бяла пешка на бяло поле a4 · черна пешка на бяло поле c4 · бяла пешка на черно поле d4 · черна пешка на черно поле h4 · бяла пешка на черно поле c3 · бяла пешка на бяло поле h3 · бяла дама на черно поле d2 · бял цар на черно поле h2 · бял топ на бяло поле f1 | черен топ на бяло поле g8 · черен цар на бяло поле b7 · черна пешка на черно поле c7 · черна пешка на черно поле b6 · черен офицер на бяло поле c6 · черна пешка на черно поле a5 · черна дама на бяло поле d5 · бяла пешка на бяло поле f5 · бял офицер на черно поле g5 · бяла пешка на бяло поле a4 · черна пешка на бяло поле c4 · бяла пешка на черно поле d4 · черна пешка на черно поле h4 · бяла пешка на черно поле c3 · бяла пешка на бяло поле h3 · бяла дама на черно поле d2 · бял цар на черно поле h2 · бял топ на бяло поле f1 | черен топ на бяло поле g8 · черен цар на бяло поле b7 · черна пешка на черно поле c7 · черна пешка на черно поле b6 · черен офицер на бяло поле c6 · черна пешка на черно поле a5 · черна дама на бяло поле d5 · бяла пешка на бяло поле f5 · бял офицер на черно поле g5 · бяла пешка на бяло поле a4 · черна пешка на бяло поле c4 · бяла пешка на черно поле d4 · черна пешка на черно поле h4 · бяла пешка на черно поле c3 · бяла пешка на бяло поле h3 · бяла дама на черно поле d2 · бял цар на черно поле h2 · бял топ на бяло поле f1 | черен топ на бяло поле g8 · черен цар на бяло поле b7 · черна пешка на черно поле c7 · черна пешка на черно поле b6 · черен офицер на бяло поле c6 · черна пешка на черно поле a5 · черна дама на бяло поле d5 · бяла пешка на бяло поле f5 · бял офицер на черно поле g5 · бяла пешка на бяло поле a4 · черна пешка на бяло поле c4 · бяла пешка на черно поле d4 · черна пешка на черно поле h4 · бяла пешка на черно поле c3 · бяла пешка на бяло поле h3 · бяла дама на черно поле d2 · бял цар на черно поле h2 · бял топ на бяло поле f1 | черен топ на бяло поле g8 · черен цар на бяло поле b7 · черна пешка на черно поле c7 · черна пешка на черно поле b6 · черен офицер на бяло поле c6 · черна пешка на черно поле a5 · черна дама на бяло поле d5 · бяла пешка на бяло поле f5 · бял офицер на черно поле g5 · бяла пешка на бяло поле a4 · черна пешка на бяло поле c4 · бяла пешка на черно поле d4 · черна пешка на черно поле h4 · бяла пешка на черно поле c3 · бяла пешка на бяло поле h3 · бяла дама на черно поле d2 · бял цар на черно поле h2 · бял топ на бяло поле f1 | черен топ на бяло поле g8 · черен цар на бяло поле b7 · черна пешка на черно поле c7 · черна пешка на черно поле b6 · черен офицер на бяло поле c6 · черна пешка на черно поле a5 · черна дама на бяло поле d5 · бяла пешка на бяло поле f5 · бял офицер на черно поле g5 · бяла пешка на бяло поле a4 · черна пешка на бяло поле c4 · бяла пешка на черно поле d4 · черна пешка на черно поле h4 · бяла пешка на черно поле c3 · бяла пешка на бяло поле h3 · бяла дама на черно поле d2 · бял цар на черно поле h2 · бял топ на бяло поле f1 | 4 |
| 3 | черен топ на бяло поле g8 · черен цар на бяло поле b7 · черна пешка на черно поле c7 · черна пешка на черно поле b6 · черен офицер на бяло поле c6 · черна пешка на черно поле a5 · черна дама на бяло поле d5 · бяла пешка на бяло поле f5 · бял офицер на черно поле g5 · бяла пешка на бяло поле a4 · черна пешка на бяло поле c4 · бяла пешка на черно поле d4 · черна пешка на черно поле h4 · бяла пешка на черно поле c3 · бяла пешка на бяло поле h3 · бяла дама на черно поле d2 · бял цар на черно поле h2 · бял топ на бяло поле f1 | черен топ на бяло поле g8 · черен цар на бяло поле b7 · черна пешка на черно поле c7 · черна пешка на черно поле b6 · черен офицер на бяло поле c6 · черна пешка на черно поле a5 · черна дама на бяло поле d5 · бяла пешка на бяло поле f5 · бял офицер на черно поле g5 · бяла пешка на бяло поле a4 · черна пешка на бяло поле c4 · бяла пешка на черно поле d4 · черна пешка на черно поле h4 · бяла пешка на черно поле c3 · бяла пешка на бяло поле h3 · бяла дама на черно поле d2 · бял цар на черно поле h2 · бял топ на бяло поле f1 | черен топ на бяло поле g8 · черен цар на бяло поле b7 · черна пешка на черно поле c7 · черна пешка на черно поле b6 · черен офицер на бяло поле c6 · черна пешка на черно поле a5 · черна дама на бяло поле d5 · бяла пешка на бяло поле f5 · бял офицер на черно поле g5 · бяла пешка на бяло поле a4 · черна пешка на бяло поле c4 · бяла пешка на черно поле d4 · черна пешка на черно поле h4 · бяла пешка на черно поле c3 · бяла пешка на бяло поле h3 · бяла дама на черно поле d2 · бял цар на черно поле h2 · бял топ на бяло поле f1 | черен топ на бяло поле g8 · черен цар на бяло поле b7 · черна пешка на черно поле c7 · черна пешка на черно поле b6 · черен офицер на бяло поле c6 · черна пешка на черно поле a5 · черна дама на бяло поле d5 · бяла пешка на бяло поле f5 · бял офицер на черно поле g5 · бяла пешка на бяло поле a4 · черна пешка на бяло поле c4 · бяла пешка на черно поле d4 · черна пешка на черно поле h4 · бяла пешка на черно поле c3 · бяла пешка на бяло поле h3 · бяла дама на черно поле d2 · бял цар на черно поле h2 · бял топ на бяло поле f1 | черен топ на бяло поле g8 · черен цар на бяло поле b7 · черна пешка на черно поле c7 · черна пешка на черно поле b6 · черен офицер на бяло поле c6 · черна пешка на черно поле a5 · черна дама на бяло поле d5 · бяла пешка на бяло поле f5 · бял офицер на черно поле g5 · бяла пешка на бяло поле a4 · черна пешка на бяло поле c4 · бяла пешка на черно поле d4 · черна пешка на черно поле h4 · бяла пешка на черно поле c3 · бяла пешка на бяло поле h3 · бяла дама на черно поле d2 · бял цар на черно поле h2 · бял топ на бяло поле f1 | черен топ на бяло поле g8 · черен цар на бяло поле b7 · черна пешка на черно поле c7 · черна пешка на черно поле b6 · черен офицер на бяло поле c6 · черна пешка на черно поле a5 · черна дама на бяло поле d5 · бяла пешка на бяло поле f5 · бял офицер на черно поле g5 · бяла пешка на бяло поле a4 · черна пешка на бяло поле c4 · бяла пешка на черно поле d4 · черна пешка на черно поле h4 · бяла пешка на черно поле c3 · бяла пешка на бяло поле h3 · бяла дама на черно поле d2 · бял цар на черно поле h2 · бял топ на бяло поле f1 | черен топ на бяло поле g8 · черен цар на бяло поле b7 · черна пешка на черно поле c7 · черна пешка на черно поле b6 · черен офицер на бяло поле c6 · черна пешка на черно поле a5 · черна дама на бяло поле d5 · бяла пешка на бяло поле f5 · бял офицер на черно поле g5 · бяла пешка на бяло поле a4 · черна пешка на бяло поле c4 · бяла пешка на черно поле d4 · черна пешка на черно поле h4 · бяла пешка на черно поле c3 · бяла пешка на бяло поле h3 · бяла дама на черно поле d2 · бял цар на черно поле h2 · бял топ на бяло поле f1 | черен топ на бяло поле g8 · черен цар на бяло поле b7 · черна пешка на черно поле c7 · черна пешка на черно поле b6 · черен офицер на бяло поле c6 · черна пешка на черно поле a5 · черна дама на бяло поле d5 · бяла пешка на бяло поле f5 · бял офицер на черно поле g5 · бяла пешка на бяло поле a4 · черна пешка на бяло поле c4 · бяла пешка на черно поле d4 · черна пешка на черно поле h4 · бяла пешка на черно поле c3 · бяла пешка на бяло поле h3 · бяла дама на черно поле d2 · бял цар на черно поле h2 · бял топ на бяло поле f1 | 3 |
| 2 | черен топ на бяло поле g8 · черен цар на бяло поле b7 · черна пешка на черно поле c7 · черна пешка на черно поле b6 · черен офицер на бяло поле c6 · черна пешка на черно поле a5 · черна дама на бяло поле d5 · бяла пешка на бяло поле f5 · бял офицер на черно поле g5 · бяла пешка на бяло поле a4 · черна пешка на бяло поле c4 · бяла пешка на черно поле d4 · черна пешка на черно поле h4 · бяла пешка на черно поле c3 · бяла пешка на бяло поле h3 · бяла дама на черно поле d2 · бял цар на черно поле h2 · бял топ на бяло поле f1 | черен топ на бяло поле g8 · черен цар на бяло поле b7 · черна пешка на черно поле c7 · черна пешка на черно поле b6 · черен офицер на бяло поле c6 · черна пешка на черно поле a5 · черна дама на бяло поле d5 · бяла пешка на бяло поле f5 · бял офицер на черно поле g5 · бяла пешка на бяло поле a4 · черна пешка на бяло поле c4 · бяла пешка на черно поле d4 · черна пешка на черно поле h4 · бяла пешка на черно поле c3 · бяла пешка на бяло поле h3 · бяла дама на черно поле d2 · бял цар на черно поле h2 · бял топ на бяло поле f1 | черен топ на бяло поле g8 · черен цар на бяло поле b7 · черна пешка на черно поле c7 · черна пешка на черно поле b6 · черен офицер на бяло поле c6 · черна пешка на черно поле a5 · черна дама на бяло поле d5 · бяла пешка на бяло поле f5 · бял офицер на черно поле g5 · бяла пешка на бяло поле a4 · черна пешка на бяло поле c4 · бяла пешка на черно поле d4 · черна пешка на черно поле h4 · бяла пешка на черно поле c3 · бяла пешка на бяло поле h3 · бяла дама на черно поле d2 · бял цар на черно поле h2 · бял топ на бяло поле f1 | черен топ на бяло поле g8 · черен цар на бяло поле b7 · черна пешка на черно поле c7 · черна пешка на черно поле b6 · черен офицер на бяло поле c6 · черна пешка на черно поле a5 · черна дама на бяло поле d5 · бяла пешка на бяло поле f5 · бял офицер на черно поле g5 · бяла пешка на бяло поле a4 · черна пешка на бяло поле c4 · бяла пешка на черно поле d4 · черна пешка на черно поле h4 · бяла пешка на черно поле c3 · бяла пешка на бяло поле h3 · бяла дама на черно поле d2 · бял цар на черно поле h2 · бял топ на бяло поле f1 | черен топ на бяло поле g8 · черен цар на бяло поле b7 · черна пешка на черно поле c7 · черна пешка на черно поле b6 · черен офицер на бяло поле c6 · черна пешка на черно поле a5 · черна дама на бяло поле d5 · бяла пешка на бяло поле f5 · бял офицер на черно поле g5 · бяла пешка на бяло поле a4 · черна пешка на бяло поле c4 · бяла пешка на черно поле d4 · черна пешка на черно поле h4 · бяла пешка на черно поле c3 · бяла пешка на бяло поле h3 · бяла дама на черно поле d2 · бял цар на черно поле h2 · бял топ на бяло поле f1 | черен топ на бяло поле g8 · черен цар на бяло поле b7 · черна пешка на черно поле c7 · черна пешка на черно поле b6 · черен офицер на бяло поле c6 · черна пешка на черно поле a5 · черна дама на бяло поле d5 · бяла пешка на бяло поле f5 · бял офицер на черно поле g5 · бяла пешка на бяло поле a4 · черна пешка на бяло поле c4 · бяла пешка на черно поле d4 · черна пешка на черно поле h4 · бяла пешка на черно поле c3 · бяла пешка на бяло поле h3 · бяла дама на черно поле d2 · бял цар на черно поле h2 · бял топ на бяло поле f1 | черен топ на бяло поле g8 · черен цар на бяло поле b7 · черна пешка на черно поле c7 · черна пешка на черно поле b6 · черен офицер на бяло поле c6 · черна пешка на черно поле a5 · черна дама на бяло поле d5 · бяла пешка на бяло поле f5 · бял офицер на черно поле g5 · бяла пешка на бяло поле a4 · черна пешка на бяло поле c4 · бяла пешка на черно поле d4 · черна пешка на черно поле h4 · бяла пешка на черно поле c3 · бяла пешка на бяло поле h3 · бяла дама на черно поле d2 · бял цар на черно поле h2 · бял топ на бяло поле f1 | черен топ на бяло поле g8 · черен цар на бяло поле b7 · черна пешка на черно поле c7 · черна пешка на черно поле b6 · черен офицер на бяло поле c6 · черна пешка на черно поле a5 · черна дама на бяло поле d5 · бяла пешка на бяло поле f5 · бял офицер на черно поле g5 · бяла пешка на бяло поле a4 · черна пешка на бяло поле c4 · бяла пешка на черно поле d4 · черна пешка на черно поле h4 · бяла пешка на черно поле c3 · бяла пешка на бяло поле h3 · бяла дама на черно поле d2 · бял цар на черно поле h2 · бял топ на бяло поле f1 | 2 |
| 1 | черен топ на бяло поле g8 · черен цар на бяло поле b7 · черна пешка на черно поле c7 · черна пешка на черно поле b6 · черен офицер на бяло поле c6 · черна пешка на черно поле a5 · черна дама на бяло поле d5 · бяла пешка на бяло поле f5 · бял офицер на черно поле g5 · бяла пешка на бяло поле a4 · черна пешка на бяло поле c4 · бяла пешка на черно поле d4 · черна пешка на черно поле h4 · бяла пешка на черно поле c3 · бяла пешка на бяло поле h3 · бяла дама на черно поле d2 · бял цар на черно поле h2 · бял топ на бяло поле f1 | черен топ на бяло поле g8 · черен цар на бяло поле b7 · черна пешка на черно поле c7 · черна пешка на черно поле b6 · черен офицер на бяло поле c6 · черна пешка на черно поле a5 · черна дама на бяло поле d5 · бяла пешка на бяло поле f5 · бял офицер на черно поле g5 · бяла пешка на бяло поле a4 · черна пешка на бяло поле c4 · бяла пешка на черно поле d4 · черна пешка на черно поле h4 · бяла пешка на черно поле c3 · бяла пешка на бяло поле h3 · бяла дама на черно поле d2 · бял цар на черно поле h2 · бял топ на бяло поле f1 | черен топ на бяло поле g8 · черен цар на бяло поле b7 · черна пешка на черно поле c7 · черна пешка на черно поле b6 · черен офицер на бяло поле c6 · черна пешка на черно поле a5 · черна дама на бяло поле d5 · бяла пешка на бяло поле f5 · бял офицер на черно поле g5 · бяла пешка на бяло поле a4 · черна пешка на бяло поле c4 · бяла пешка на черно поле d4 · черна пешка на черно поле h4 · бяла пешка на черно поле c3 · бяла пешка на бяло поле h3 · бяла дама на черно поле d2 · бял цар на черно поле h2 · бял топ на бяло поле f1 | черен топ на бяло поле g8 · черен цар на бяло поле b7 · черна пешка на черно поле c7 · черна пешка на черно поле b6 · черен офицер на бяло поле c6 · черна пешка на черно поле a5 · черна дама на бяло поле d5 · бяла пешка на бяло поле f5 · бял офицер на черно поле g5 · бяла пешка на бяло поле a4 · черна пешка на бяло поле c4 · бяла пешка на черно поле d4 · черна пешка на черно поле h4 · бяла пешка на черно поле c3 · бяла пешка на бяло поле h3 · бяла дама на черно поле d2 · бял цар на черно поле h2 · бял топ на бяло поле f1 | черен топ на бяло поле g8 · черен цар на бяло поле b7 · черна пешка на черно поле c7 · черна пешка на черно поле b6 · черен офицер на бяло поле c6 · черна пешка на черно поле a5 · черна дама на бяло поле d5 · бяла пешка на бяло поле f5 · бял офицер на черно поле g5 · бяла пешка на бяло поле a4 · черна пешка на бяло поле c4 · бяла пешка на черно поле d4 · черна пешка на черно поле h4 · бяла пешка на черно поле c3 · бяла пешка на бяло поле h3 · бяла дама на черно поле d2 · бял цар на черно поле h2 · бял топ на бяло поле f1 | черен топ на бяло поле g8 · черен цар на бяло поле b7 · черна пешка на черно поле c7 · черна пешка на черно поле b6 · черен офицер на бяло поле c6 · черна пешка на черно поле a5 · черна дама на бяло поле d5 · бяла пешка на бяло поле f5 · бял офицер на черно поле g5 · бяла пешка на бяло поле a4 · черна пешка на бяло поле c4 · бяла пешка на черно поле d4 · черна пешка на черно поле h4 · бяла пешка на черно поле c3 · бяла пешка на бяло поле h3 · бяла дама на черно поле d2 · бял цар на черно поле h2 · бял топ на бяло поле f1 | черен топ на бяло поле g8 · черен цар на бяло поле b7 · черна пешка на черно поле c7 · черна пешка на черно поле b6 · черен офицер на бяло поле c6 · черна пешка на черно поле a5 · черна дама на бяло поле d5 · бяла пешка на бяло поле f5 · бял офицер на черно поле g5 · бяла пешка на бяло поле a4 · черна пешка на бяло поле c4 · бяла пешка на черно поле d4 · черна пешка на черно поле h4 · бяла пешка на черно поле c3 · бяла пешка на бяло поле h3 · бяла дама на черно поле d2 · бял цар на черно поле h2 · бял топ на бяло поле f1 | черен топ на бяло поле g8 · черен цар на бяло поле b7 · черна пешка на черно поле c7 · черна пешка на черно поле b6 · черен офицер на бяло поле c6 · черна пешка на черно поле a5 · черна дама на бяло поле d5 · бяла пешка на бяло поле f5 · бял офицер на черно поле g5 · бяла пешка на бяло поле a4 · черна пешка на бяло поле c4 · бяла пешка на черно поле d4 · черна пешка на черно поле h4 · бяла пешка на черно поле c3 · бяла пешка на бяло поле h3 · бяла дама на черно поле d2 · бял цар на черно поле h2 · бял топ на бяло поле f1 | 1 |
|   | a | b | c | d | e | f | g | h |   |

Фридрих Амелунг използва термините „цугцванг“, „темпоцванг“ и „темпоцугцванг“ на страници 257–259 от изданието на същото списание от септември 1896 г. Когато възприетият пример за цугцванг се появява в третата партия от мача от световното първенство през 1896–97 г. между Щайниц и Ласкер (диаграма 2) след 34...Тg8, Deutsche Schachzeitung (декември 1896 г., стр. 368) съобщава, че „белите са умрели от цугцванг“.
Думата е приета като германизъм в много езици, включително английски и руски език. Оксфордският английски речник цитира пасаж от шахматното списание Lasker's Chess Magazine (февруари 1905 г., стр. 166), публикуван от тогавашния световен шампион по шах Емануел Ласкер. В английския език думата става популярна през 30-те години на XX век посредством списанията за шах, след публикуването на английския превод на Моята система на Арон Нимцович през 1929 г.

## Маневри за смяна на реда за ход
За да се принуди опонента да извърши губещ ход, се извършват маневри за смяна на реда за ход, особено в ендшпила:
- Най-простият случай е изчакване (диаграма 3). Това е ход, който не създава нови заплахи, но запазва всички съществени възможности на собствената позиция.
- Ако няма изчакващ ход, често се използва маневра по триъгълник.
- Има обаче и други маневри за смяна на реда. Задача от Манфред Цукер във вестник „Дер Тагашпигел“ от 30 септември 1990 г. показва как дамата описва трапец, за да зададе темпо: тя прави четири хода, а другата страна прави само три хода, за да достигне първоначалната позиция.

## Примери
В ендшпила цугцвангът се среща доста често, а пешечните окончания до голяма степен се основават на цугцванга.
|   | a                                                                              | b                                                                              | c                                                                              | d                                                                              | e                                                                              | f                                                                              | g                                                                              | h                                                                              |   |
| 8 | черен цар на бяло поле e8 · бял цар на черно поле d6 · бял топ на бяло поле f1 | черен цар на бяло поле e8 · бял цар на черно поле d6 · бял топ на бяло поле f1 | черен цар на бяло поле e8 · бял цар на черно поле d6 · бял топ на бяло поле f1 | черен цар на бяло поле e8 · бял цар на черно поле d6 · бял топ на бяло поле f1 | черен цар на бяло поле e8 · бял цар на черно поле d6 · бял топ на бяло поле f1 | черен цар на бяло поле e8 · бял цар на черно поле d6 · бял топ на бяло поле f1 | черен цар на бяло поле e8 · бял цар на черно поле d6 · бял топ на бяло поле f1 | черен цар на бяло поле e8 · бял цар на черно поле d6 · бял топ на бяло поле f1 | 8 |
| 7 | черен цар на бяло поле e8 · бял цар на черно поле d6 · бял топ на бяло поле f1 | черен цар на бяло поле e8 · бял цар на черно поле d6 · бял топ на бяло поле f1 | черен цар на бяло поле e8 · бял цар на черно поле d6 · бял топ на бяло поле f1 | черен цар на бяло поле e8 · бял цар на черно поле d6 · бял топ на бяло поле f1 | черен цар на бяло поле e8 · бял цар на черно поле d6 · бял топ на бяло поле f1 | черен цар на бяло поле e8 · бял цар на черно поле d6 · бял топ на бяло поле f1 | черен цар на бяло поле e8 · бял цар на черно поле d6 · бял топ на бяло поле f1 | черен цар на бяло поле e8 · бял цар на черно поле d6 · бял топ на бяло поле f1 | 7 |
| 6 | черен цар на бяло поле e8 · бял цар на черно поле d6 · бял топ на бяло поле f1 | черен цар на бяло поле e8 · бял цар на черно поле d6 · бял топ на бяло поле f1 | черен цар на бяло поле e8 · бял цар на черно поле d6 · бял топ на бяло поле f1 | черен цар на бяло поле e8 · бял цар на черно поле d6 · бял топ на бяло поле f1 | черен цар на бяло поле e8 · бял цар на черно поле d6 · бял топ на бяло поле f1 | черен цар на бяло поле e8 · бял цар на черно поле d6 · бял топ на бяло поле f1 | черен цар на бяло поле e8 · бял цар на черно поле d6 · бял топ на бяло поле f1 | черен цар на бяло поле e8 · бял цар на черно поле d6 · бял топ на бяло поле f1 | 6 |
| 5 | черен цар на бяло поле e8 · бял цар на черно поле d6 · бял топ на бяло поле f1 | черен цар на бяло поле e8 · бял цар на черно поле d6 · бял топ на бяло поле f1 | черен цар на бяло поле e8 · бял цар на черно поле d6 · бял топ на бяло поле f1 | черен цар на бяло поле e8 · бял цар на черно поле d6 · бял топ на бяло поле f1 | черен цар на бяло поле e8 · бял цар на черно поле d6 · бял топ на бяло поле f1 | черен цар на бяло поле e8 · бял цар на черно поле d6 · бял топ на бяло поле f1 | черен цар на бяло поле e8 · бял цар на черно поле d6 · бял топ на бяло поле f1 | черен цар на бяло поле e8 · бял цар на черно поле d6 · бял топ на бяло поле f1 | 5 |
| 4 | черен цар на бяло поле e8 · бял цар на черно поле d6 · бял топ на бяло поле f1 | черен цар на бяло поле e8 · бял цар на черно поле d6 · бял топ на бяло поле f1 | черен цар на бяло поле e8 · бял цар на черно поле d6 · бял топ на бяло поле f1 | черен цар на бяло поле e8 · бял цар на черно поле d6 · бял топ на бяло поле f1 | черен цар на бяло поле e8 · бял цар на черно поле d6 · бял топ на бяло поле f1 | черен цар на бяло поле e8 · бял цар на черно поле d6 · бял топ на бяло поле f1 | черен цар на бяло поле e8 · бял цар на черно поле d6 · бял топ на бяло поле f1 | черен цар на бяло поле e8 · бял цар на черно поле d6 · бял топ на бяло поле f1 | 4 |
| 3 | черен цар на бяло поле e8 · бял цар на черно поле d6 · бял топ на бяло поле f1 | черен цар на бяло поле e8 · бял цар на черно поле d6 · бял топ на бяло поле f1 | черен цар на бяло поле e8 · бял цар на черно поле d6 · бял топ на бяло поле f1 | черен цар на бяло поле e8 · бял цар на черно поле d6 · бял топ на бяло поле f1 | черен цар на бяло поле e8 · бял цар на черно поле d6 · бял топ на бяло поле f1 | черен цар на бяло поле e8 · бял цар на черно поле d6 · бял топ на бяло поле f1 | черен цар на бяло поле e8 · бял цар на черно поле d6 · бял топ на бяло поле f1 | черен цар на бяло поле e8 · бял цар на черно поле d6 · бял топ на бяло поле f1 | 3 |
| 2 | черен цар на бяло поле e8 · бял цар на черно поле d6 · бял топ на бяло поле f1 | черен цар на бяло поле e8 · бял цар на черно поле d6 · бял топ на бяло поле f1 | черен цар на бяло поле e8 · бял цар на черно поле d6 · бял топ на бяло поле f1 | черен цар на бяло поле e8 · бял цар на черно поле d6 · бял топ на бяло поле f1 | черен цар на бяло поле e8 · бял цар на черно поле d6 · бял топ на бяло поле f1 | черен цар на бяло поле e8 · бял цар на черно поле d6 · бял топ на бяло поле f1 | черен цар на бяло поле e8 · бял цар на черно поле d6 · бял топ на бяло поле f1 | черен цар на бяло поле e8 · бял цар на черно поле d6 · бял топ на бяло поле f1 | 2 |
| 1 | черен цар на бяло поле e8 · бял цар на черно поле d6 · бял топ на бяло поле f1 | черен цар на бяло поле e8 · бял цар на черно поле d6 · бял топ на бяло поле f1 | черен цар на бяло поле e8 · бял цар на черно поле d6 · бял топ на бяло поле f1 | черен цар на бяло поле e8 · бял цар на черно поле d6 · бял топ на бяло поле f1 | черен цар на бяло поле e8 · бял цар на черно поле d6 · бял топ на бяло поле f1 | черен цар на бяло поле e8 · бял цар на черно поле d6 · бял топ на бяло поле f1 | черен цар на бяло поле e8 · бял цар на черно поле d6 · бял топ на бяло поле f1 | черен цар на бяло поле e8 · бял цар на черно поле d6 · бял топ на бяло поле f1 | 1 |
|   | a                                                                              | b                                                                              | c                                                                              | d                                                                              | e                                                                              | f                                                                              | g                                                                              | h                                                                              |   |

Един от най-простите видове цугцванг е представен на диаграма 3. Ако в тази позиция на ход бяха черните, след единствения им ход 1.…Цd8 веднага щяха да получат класически мат с топа 2. Тf8#. Затова белите стратегическия изчакват с ход на топа по линията f
 1. Тf2 (f3, f4, f5, f6) и черният цар поради отсъствието на други ходове сам е принуден да отиде на мат — 1. … Цd8 2. Тf8#. Друг ход на белите би отложил мата.
|   | a | b | c | d | e | f | g | h |   |
| 8 | черен цар на бяло поле a8 · бял цар на черно поле d8 · бяла пешка на черно поле a7 · черна пешка на бяло поле b7 · бяла дама на черно поле g7 · черен кон на бяло поле a6 · бял кон на бяло поле b5 | черен цар на бяло поле a8 · бял цар на черно поле d8 · бяла пешка на черно поле a7 · черна пешка на бяло поле b7 · бяла дама на черно поле g7 · черен кон на бяло поле a6 · бял кон на бяло поле b5 | черен цар на бяло поле a8 · бял цар на черно поле d8 · бяла пешка на черно поле a7 · черна пешка на бяло поле b7 · бяла дама на черно поле g7 · черен кон на бяло поле a6 · бял кон на бяло поле b5 | черен цар на бяло поле a8 · бял цар на черно поле d8 · бяла пешка на черно поле a7 · черна пешка на бяло поле b7 · бяла дама на черно поле g7 · черен кон на бяло поле a6 · бял кон на бяло поле b5 | черен цар на бяло поле a8 · бял цар на черно поле d8 · бяла пешка на черно поле a7 · черна пешка на бяло поле b7 · бяла дама на черно поле g7 · черен кон на бяло поле a6 · бял кон на бяло поле b5 | черен цар на бяло поле a8 · бял цар на черно поле d8 · бяла пешка на черно поле a7 · черна пешка на бяло поле b7 · бяла дама на черно поле g7 · черен кон на бяло поле a6 · бял кон на бяло поле b5 | черен цар на бяло поле a8 · бял цар на черно поле d8 · бяла пешка на черно поле a7 · черна пешка на бяло поле b7 · бяла дама на черно поле g7 · черен кон на бяло поле a6 · бял кон на бяло поле b5 | черен цар на бяло поле a8 · бял цар на черно поле d8 · бяла пешка на черно поле a7 · черна пешка на бяло поле b7 · бяла дама на черно поле g7 · черен кон на бяло поле a6 · бял кон на бяло поле b5 | 8 |
| 7 | черен цар на бяло поле a8 · бял цар на черно поле d8 · бяла пешка на черно поле a7 · черна пешка на бяло поле b7 · бяла дама на черно поле g7 · черен кон на бяло поле a6 · бял кон на бяло поле b5 | черен цар на бяло поле a8 · бял цар на черно поле d8 · бяла пешка на черно поле a7 · черна пешка на бяло поле b7 · бяла дама на черно поле g7 · черен кон на бяло поле a6 · бял кон на бяло поле b5 | черен цар на бяло поле a8 · бял цар на черно поле d8 · бяла пешка на черно поле a7 · черна пешка на бяло поле b7 · бяла дама на черно поле g7 · черен кон на бяло поле a6 · бял кон на бяло поле b5 | черен цар на бяло поле a8 · бял цар на черно поле d8 · бяла пешка на черно поле a7 · черна пешка на бяло поле b7 · бяла дама на черно поле g7 · черен кон на бяло поле a6 · бял кон на бяло поле b5 | черен цар на бяло поле a8 · бял цар на черно поле d8 · бяла пешка на черно поле a7 · черна пешка на бяло поле b7 · бяла дама на черно поле g7 · черен кон на бяло поле a6 · бял кон на бяло поле b5 | черен цар на бяло поле a8 · бял цар на черно поле d8 · бяла пешка на черно поле a7 · черна пешка на бяло поле b7 · бяла дама на черно поле g7 · черен кон на бяло поле a6 · бял кон на бяло поле b5 | черен цар на бяло поле a8 · бял цар на черно поле d8 · бяла пешка на черно поле a7 · черна пешка на бяло поле b7 · бяла дама на черно поле g7 · черен кон на бяло поле a6 · бял кон на бяло поле b5 | черен цар на бяло поле a8 · бял цар на черно поле d8 · бяла пешка на черно поле a7 · черна пешка на бяло поле b7 · бяла дама на черно поле g7 · черен кон на бяло поле a6 · бял кон на бяло поле b5 | 7 |
| 6 | черен цар на бяло поле a8 · бял цар на черно поле d8 · бяла пешка на черно поле a7 · черна пешка на бяло поле b7 · бяла дама на черно поле g7 · черен кон на бяло поле a6 · бял кон на бяло поле b5 | черен цар на бяло поле a8 · бял цар на черно поле d8 · бяла пешка на черно поле a7 · черна пешка на бяло поле b7 · бяла дама на черно поле g7 · черен кон на бяло поле a6 · бял кон на бяло поле b5 | черен цар на бяло поле a8 · бял цар на черно поле d8 · бяла пешка на черно поле a7 · черна пешка на бяло поле b7 · бяла дама на черно поле g7 · черен кон на бяло поле a6 · бял кон на бяло поле b5 | черен цар на бяло поле a8 · бял цар на черно поле d8 · бяла пешка на черно поле a7 · черна пешка на бяло поле b7 · бяла дама на черно поле g7 · черен кон на бяло поле a6 · бял кон на бяло поле b5 | черен цар на бяло поле a8 · бял цар на черно поле d8 · бяла пешка на черно поле a7 · черна пешка на бяло поле b7 · бяла дама на черно поле g7 · черен кон на бяло поле a6 · бял кон на бяло поле b5 | черен цар на бяло поле a8 · бял цар на черно поле d8 · бяла пешка на черно поле a7 · черна пешка на бяло поле b7 · бяла дама на черно поле g7 · черен кон на бяло поле a6 · бял кон на бяло поле b5 | черен цар на бяло поле a8 · бял цар на черно поле d8 · бяла пешка на черно поле a7 · черна пешка на бяло поле b7 · бяла дама на черно поле g7 · черен кон на бяло поле a6 · бял кон на бяло поле b5 | черен цар на бяло поле a8 · бял цар на черно поле d8 · бяла пешка на черно поле a7 · черна пешка на бяло поле b7 · бяла дама на черно поле g7 · черен кон на бяло поле a6 · бял кон на бяло поле b5 | 6 |
| 5 | черен цар на бяло поле a8 · бял цар на черно поле d8 · бяла пешка на черно поле a7 · черна пешка на бяло поле b7 · бяла дама на черно поле g7 · черен кон на бяло поле a6 · бял кон на бяло поле b5 | черен цар на бяло поле a8 · бял цар на черно поле d8 · бяла пешка на черно поле a7 · черна пешка на бяло поле b7 · бяла дама на черно поле g7 · черен кон на бяло поле a6 · бял кон на бяло поле b5 | черен цар на бяло поле a8 · бял цар на черно поле d8 · бяла пешка на черно поле a7 · черна пешка на бяло поле b7 · бяла дама на черно поле g7 · черен кон на бяло поле a6 · бял кон на бяло поле b5 | черен цар на бяло поле a8 · бял цар на черно поле d8 · бяла пешка на черно поле a7 · черна пешка на бяло поле b7 · бяла дама на черно поле g7 · черен кон на бяло поле a6 · бял кон на бяло поле b5 | черен цар на бяло поле a8 · бял цар на черно поле d8 · бяла пешка на черно поле a7 · черна пешка на бяло поле b7 · бяла дама на черно поле g7 · черен кон на бяло поле a6 · бял кон на бяло поле b5 | черен цар на бяло поле a8 · бял цар на черно поле d8 · бяла пешка на черно поле a7 · черна пешка на бяло поле b7 · бяла дама на черно поле g7 · черен кон на бяло поле a6 · бял кон на бяло поле b5 | черен цар на бяло поле a8 · бял цар на черно поле d8 · бяла пешка на черно поле a7 · черна пешка на бяло поле b7 · бяла дама на черно поле g7 · черен кон на бяло поле a6 · бял кон на бяло поле b5 | черен цар на бяло поле a8 · бял цар на черно поле d8 · бяла пешка на черно поле a7 · черна пешка на бяло поле b7 · бяла дама на черно поле g7 · черен кон на бяло поле a6 · бял кон на бяло поле b5 | 5 |
| 4 | черен цар на бяло поле a8 · бял цар на черно поле d8 · бяла пешка на черно поле a7 · черна пешка на бяло поле b7 · бяла дама на черно поле g7 · черен кон на бяло поле a6 · бял кон на бяло поле b5 | черен цар на бяло поле a8 · бял цар на черно поле d8 · бяла пешка на черно поле a7 · черна пешка на бяло поле b7 · бяла дама на черно поле g7 · черен кон на бяло поле a6 · бял кон на бяло поле b5 | черен цар на бяло поле a8 · бял цар на черно поле d8 · бяла пешка на черно поле a7 · черна пешка на бяло поле b7 · бяла дама на черно поле g7 · черен кон на бяло поле a6 · бял кон на бяло поле b5 | черен цар на бяло поле a8 · бял цар на черно поле d8 · бяла пешка на черно поле a7 · черна пешка на бяло поле b7 · бяла дама на черно поле g7 · черен кон на бяло поле a6 · бял кон на бяло поле b5 | черен цар на бяло поле a8 · бял цар на черно поле d8 · бяла пешка на черно поле a7 · черна пешка на бяло поле b7 · бяла дама на черно поле g7 · черен кон на бяло поле a6 · бял кон на бяло поле b5 | черен цар на бяло поле a8 · бял цар на черно поле d8 · бяла пешка на черно поле a7 · черна пешка на бяло поле b7 · бяла дама на черно поле g7 · черен кон на бяло поле a6 · бял кон на бяло поле b5 | черен цар на бяло поле a8 · бял цар на черно поле d8 · бяла пешка на черно поле a7 · черна пешка на бяло поле b7 · бяла дама на черно поле g7 · черен кон на бяло поле a6 · бял кон на бяло поле b5 | черен цар на бяло поле a8 · бял цар на черно поле d8 · бяла пешка на черно поле a7 · черна пешка на бяло поле b7 · бяла дама на черно поле g7 · черен кон на бяло поле a6 · бял кон на бяло поле b5 | 4 |
| 3 | черен цар на бяло поле a8 · бял цар на черно поле d8 · бяла пешка на черно поле a7 · черна пешка на бяло поле b7 · бяла дама на черно поле g7 · черен кон на бяло поле a6 · бял кон на бяло поле b5 | черен цар на бяло поле a8 · бял цар на черно поле d8 · бяла пешка на черно поле a7 · черна пешка на бяло поле b7 · бяла дама на черно поле g7 · черен кон на бяло поле a6 · бял кон на бяло поле b5 | черен цар на бяло поле a8 · бял цар на черно поле d8 · бяла пешка на черно поле a7 · черна пешка на бяло поле b7 · бяла дама на черно поле g7 · черен кон на бяло поле a6 · бял кон на бяло поле b5 | черен цар на бяло поле a8 · бял цар на черно поле d8 · бяла пешка на черно поле a7 · черна пешка на бяло поле b7 · бяла дама на черно поле g7 · черен кон на бяло поле a6 · бял кон на бяло поле b5 | черен цар на бяло поле a8 · бял цар на черно поле d8 · бяла пешка на черно поле a7 · черна пешка на бяло поле b7 · бяла дама на черно поле g7 · черен кон на бяло поле a6 · бял кон на бяло поле b5 | черен цар на бяло поле a8 · бял цар на черно поле d8 · бяла пешка на черно поле a7 · черна пешка на бяло поле b7 · бяла дама на черно поле g7 · черен кон на бяло поле a6 · бял кон на бяло поле b5 | черен цар на бяло поле a8 · бял цар на черно поле d8 · бяла пешка на черно поле a7 · черна пешка на бяло поле b7 · бяла дама на черно поле g7 · черен кон на бяло поле a6 · бял кон на бяло поле b5 | черен цар на бяло поле a8 · бял цар на черно поле d8 · бяла пешка на черно поле a7 · черна пешка на бяло поле b7 · бяла дама на черно поле g7 · черен кон на бяло поле a6 · бял кон на бяло поле b5 | 3 |
| 2 | черен цар на бяло поле a8 · бял цар на черно поле d8 · бяла пешка на черно поле a7 · черна пешка на бяло поле b7 · бяла дама на черно поле g7 · черен кон на бяло поле a6 · бял кон на бяло поле b5 | черен цар на бяло поле a8 · бял цар на черно поле d8 · бяла пешка на черно поле a7 · черна пешка на бяло поле b7 · бяла дама на черно поле g7 · черен кон на бяло поле a6 · бял кон на бяло поле b5 | черен цар на бяло поле a8 · бял цар на черно поле d8 · бяла пешка на черно поле a7 · черна пешка на бяло поле b7 · бяла дама на черно поле g7 · черен кон на бяло поле a6 · бял кон на бяло поле b5 | черен цар на бяло поле a8 · бял цар на черно поле d8 · бяла пешка на черно поле a7 · черна пешка на бяло поле b7 · бяла дама на черно поле g7 · черен кон на бяло поле a6 · бял кон на бяло поле b5 | черен цар на бяло поле a8 · бял цар на черно поле d8 · бяла пешка на черно поле a7 · черна пешка на бяло поле b7 · бяла дама на черно поле g7 · черен кон на бяло поле a6 · бял кон на бяло поле b5 | черен цар на бяло поле a8 · бял цар на черно поле d8 · бяла пешка на черно поле a7 · черна пешка на бяло поле b7 · бяла дама на черно поле g7 · черен кон на бяло поле a6 · бял кон на бяло поле b5 | черен цар на бяло поле a8 · бял цар на черно поле d8 · бяла пешка на черно поле a7 · черна пешка на бяло поле b7 · бяла дама на черно поле g7 · черен кон на бяло поле a6 · бял кон на бяло поле b5 | черен цар на бяло поле a8 · бял цар на черно поле d8 · бяла пешка на черно поле a7 · черна пешка на бяло поле b7 · бяла дама на черно поле g7 · черен кон на бяло поле a6 · бял кон на бяло поле b5 | 2 |
| 1 | черен цар на бяло поле a8 · бял цар на черно поле d8 · бяла пешка на черно поле a7 · черна пешка на бяло поле b7 · бяла дама на черно поле g7 · черен кон на бяло поле a6 · бял кон на бяло поле b5 | черен цар на бяло поле a8 · бял цар на черно поле d8 · бяла пешка на черно поле a7 · черна пешка на бяло поле b7 · бяла дама на черно поле g7 · черен кон на бяло поле a6 · бял кон на бяло поле b5 | черен цар на бяло поле a8 · бял цар на черно поле d8 · бяла пешка на черно поле a7 · черна пешка на бяло поле b7 · бяла дама на черно поле g7 · черен кон на бяло поле a6 · бял кон на бяло поле b5 | черен цар на бяло поле a8 · бял цар на черно поле d8 · бяла пешка на черно поле a7 · черна пешка на бяло поле b7 · бяла дама на черно поле g7 · черен кон на бяло поле a6 · бял кон на бяло поле b5 | черен цар на бяло поле a8 · бял цар на черно поле d8 · бяла пешка на черно поле a7 · черна пешка на бяло поле b7 · бяла дама на черно поле g7 · черен кон на бяло поле a6 · бял кон на бяло поле b5 | черен цар на бяло поле a8 · бял цар на черно поле d8 · бяла пешка на черно поле a7 · черна пешка на бяло поле b7 · бяла дама на черно поле g7 · черен кон на бяло поле a6 · бял кон на бяло поле b5 | черен цар на бяло поле a8 · бял цар на черно поле d8 · бяла пешка на черно поле a7 · черна пешка на бяло поле b7 · бяла дама на черно поле g7 · черен кон на бяло поле a6 · бял кон на бяло поле b5 | черен цар на бяло поле a8 · бял цар на черно поле d8 · бяла пешка на черно поле a7 · черна пешка на бяло поле b7 · бяла дама на черно поле g7 · черен кон на бяло поле a6 · бял кон на бяло поле b5 | 1 |
|   | a | b | c | d | e | f | g | h |   |

На диаграма 4 след 1. Дa1! черните са в цугцванг – трябва да играят ход, след който получават мат: 
1. ... b6 2. Дh1# 
или 1. ... K~ 2. Kc7#.
|   | a | b | c | d | e | f | g | h |   |
| 8 | черен цар на черно поле h8 · бяла пешка на бяло поле h7 · бял цар на бяло поле g6 · черна пешка на бяло поле e2 · черна пешка на черно поле f2 · бял топ на черно поле e1 · бяла дама на черно поле g1 | черен цар на черно поле h8 · бяла пешка на бяло поле h7 · бял цар на бяло поле g6 · черна пешка на бяло поле e2 · черна пешка на черно поле f2 · бял топ на черно поле e1 · бяла дама на черно поле g1 | черен цар на черно поле h8 · бяла пешка на бяло поле h7 · бял цар на бяло поле g6 · черна пешка на бяло поле e2 · черна пешка на черно поле f2 · бял топ на черно поле e1 · бяла дама на черно поле g1 | черен цар на черно поле h8 · бяла пешка на бяло поле h7 · бял цар на бяло поле g6 · черна пешка на бяло поле e2 · черна пешка на черно поле f2 · бял топ на черно поле e1 · бяла дама на черно поле g1 | черен цар на черно поле h8 · бяла пешка на бяло поле h7 · бял цар на бяло поле g6 · черна пешка на бяло поле e2 · черна пешка на черно поле f2 · бял топ на черно поле e1 · бяла дама на черно поле g1 | черен цар на черно поле h8 · бяла пешка на бяло поле h7 · бял цар на бяло поле g6 · черна пешка на бяло поле e2 · черна пешка на черно поле f2 · бял топ на черно поле e1 · бяла дама на черно поле g1 | черен цар на черно поле h8 · бяла пешка на бяло поле h7 · бял цар на бяло поле g6 · черна пешка на бяло поле e2 · черна пешка на черно поле f2 · бял топ на черно поле e1 · бяла дама на черно поле g1 | черен цар на черно поле h8 · бяла пешка на бяло поле h7 · бял цар на бяло поле g6 · черна пешка на бяло поле e2 · черна пешка на черно поле f2 · бял топ на черно поле e1 · бяла дама на черно поле g1 | 8 |
| 7 | черен цар на черно поле h8 · бяла пешка на бяло поле h7 · бял цар на бяло поле g6 · черна пешка на бяло поле e2 · черна пешка на черно поле f2 · бял топ на черно поле e1 · бяла дама на черно поле g1 | черен цар на черно поле h8 · бяла пешка на бяло поле h7 · бял цар на бяло поле g6 · черна пешка на бяло поле e2 · черна пешка на черно поле f2 · бял топ на черно поле e1 · бяла дама на черно поле g1 | черен цар на черно поле h8 · бяла пешка на бяло поле h7 · бял цар на бяло поле g6 · черна пешка на бяло поле e2 · черна пешка на черно поле f2 · бял топ на черно поле e1 · бяла дама на черно поле g1 | черен цар на черно поле h8 · бяла пешка на бяло поле h7 · бял цар на бяло поле g6 · черна пешка на бяло поле e2 · черна пешка на черно поле f2 · бял топ на черно поле e1 · бяла дама на черно поле g1 | черен цар на черно поле h8 · бяла пешка на бяло поле h7 · бял цар на бяло поле g6 · черна пешка на бяло поле e2 · черна пешка на черно поле f2 · бял топ на черно поле e1 · бяла дама на черно поле g1 | черен цар на черно поле h8 · бяла пешка на бяло поле h7 · бял цар на бяло поле g6 · черна пешка на бяло поле e2 · черна пешка на черно поле f2 · бял топ на черно поле e1 · бяла дама на черно поле g1 | черен цар на черно поле h8 · бяла пешка на бяло поле h7 · бял цар на бяло поле g6 · черна пешка на бяло поле e2 · черна пешка на черно поле f2 · бял топ на черно поле e1 · бяла дама на черно поле g1 | черен цар на черно поле h8 · бяла пешка на бяло поле h7 · бял цар на бяло поле g6 · черна пешка на бяло поле e2 · черна пешка на черно поле f2 · бял топ на черно поле e1 · бяла дама на черно поле g1 | 7 |
| 6 | черен цар на черно поле h8 · бяла пешка на бяло поле h7 · бял цар на бяло поле g6 · черна пешка на бяло поле e2 · черна пешка на черно поле f2 · бял топ на черно поле e1 · бяла дама на черно поле g1 | черен цар на черно поле h8 · бяла пешка на бяло поле h7 · бял цар на бяло поле g6 · черна пешка на бяло поле e2 · черна пешка на черно поле f2 · бял топ на черно поле e1 · бяла дама на черно поле g1 | черен цар на черно поле h8 · бяла пешка на бяло поле h7 · бял цар на бяло поле g6 · черна пешка на бяло поле e2 · черна пешка на черно поле f2 · бял топ на черно поле e1 · бяла дама на черно поле g1 | черен цар на черно поле h8 · бяла пешка на бяло поле h7 · бял цар на бяло поле g6 · черна пешка на бяло поле e2 · черна пешка на черно поле f2 · бял топ на черно поле e1 · бяла дама на черно поле g1 | черен цар на черно поле h8 · бяла пешка на бяло поле h7 · бял цар на бяло поле g6 · черна пешка на бяло поле e2 · черна пешка на черно поле f2 · бял топ на черно поле e1 · бяла дама на черно поле g1 | черен цар на черно поле h8 · бяла пешка на бяло поле h7 · бял цар на бяло поле g6 · черна пешка на бяло поле e2 · черна пешка на черно поле f2 · бял топ на черно поле e1 · бяла дама на черно поле g1 | черен цар на черно поле h8 · бяла пешка на бяло поле h7 · бял цар на бяло поле g6 · черна пешка на бяло поле e2 · черна пешка на черно поле f2 · бял топ на черно поле e1 · бяла дама на черно поле g1 | черен цар на черно поле h8 · бяла пешка на бяло поле h7 · бял цар на бяло поле g6 · черна пешка на бяло поле e2 · черна пешка на черно поле f2 · бял топ на черно поле e1 · бяла дама на черно поле g1 | 6 |
| 5 | черен цар на черно поле h8 · бяла пешка на бяло поле h7 · бял цар на бяло поле g6 · черна пешка на бяло поле e2 · черна пешка на черно поле f2 · бял топ на черно поле e1 · бяла дама на черно поле g1 | черен цар на черно поле h8 · бяла пешка на бяло поле h7 · бял цар на бяло поле g6 · черна пешка на бяло поле e2 · черна пешка на черно поле f2 · бял топ на черно поле e1 · бяла дама на черно поле g1 | черен цар на черно поле h8 · бяла пешка на бяло поле h7 · бял цар на бяло поле g6 · черна пешка на бяло поле e2 · черна пешка на черно поле f2 · бял топ на черно поле e1 · бяла дама на черно поле g1 | черен цар на черно поле h8 · бяла пешка на бяло поле h7 · бял цар на бяло поле g6 · черна пешка на бяло поле e2 · черна пешка на черно поле f2 · бял топ на черно поле e1 · бяла дама на черно поле g1 | черен цар на черно поле h8 · бяла пешка на бяло поле h7 · бял цар на бяло поле g6 · черна пешка на бяло поле e2 · черна пешка на черно поле f2 · бял топ на черно поле e1 · бяла дама на черно поле g1 | черен цар на черно поле h8 · бяла пешка на бяло поле h7 · бял цар на бяло поле g6 · черна пешка на бяло поле e2 · черна пешка на черно поле f2 · бял топ на черно поле e1 · бяла дама на черно поле g1 | черен цар на черно поле h8 · бяла пешка на бяло поле h7 · бял цар на бяло поле g6 · черна пешка на бяло поле e2 · черна пешка на черно поле f2 · бял топ на черно поле e1 · бяла дама на черно поле g1 | черен цар на черно поле h8 · бяла пешка на бяло поле h7 · бял цар на бяло поле g6 · черна пешка на бяло поле e2 · черна пешка на черно поле f2 · бял топ на черно поле e1 · бяла дама на черно поле g1 | 5 |
| 4 | черен цар на черно поле h8 · бяла пешка на бяло поле h7 · бял цар на бяло поле g6 · черна пешка на бяло поле e2 · черна пешка на черно поле f2 · бял топ на черно поле e1 · бяла дама на черно поле g1 | черен цар на черно поле h8 · бяла пешка на бяло поле h7 · бял цар на бяло поле g6 · черна пешка на бяло поле e2 · черна пешка на черно поле f2 · бял топ на черно поле e1 · бяла дама на черно поле g1 | черен цар на черно поле h8 · бяла пешка на бяло поле h7 · бял цар на бяло поле g6 · черна пешка на бяло поле e2 · черна пешка на черно поле f2 · бял топ на черно поле e1 · бяла дама на черно поле g1 | черен цар на черно поле h8 · бяла пешка на бяло поле h7 · бял цар на бяло поле g6 · черна пешка на бяло поле e2 · черна пешка на черно поле f2 · бял топ на черно поле e1 · бяла дама на черно поле g1 | черен цар на черно поле h8 · бяла пешка на бяло поле h7 · бял цар на бяло поле g6 · черна пешка на бяло поле e2 · черна пешка на черно поле f2 · бял топ на черно поле e1 · бяла дама на черно поле g1 | черен цар на черно поле h8 · бяла пешка на бяло поле h7 · бял цар на бяло поле g6 · черна пешка на бяло поле e2 · черна пешка на черно поле f2 · бял топ на черно поле e1 · бяла дама на черно поле g1 | черен цар на черно поле h8 · бяла пешка на бяло поле h7 · бял цар на бяло поле g6 · черна пешка на бяло поле e2 · черна пешка на черно поле f2 · бял топ на черно поле e1 · бяла дама на черно поле g1 | черен цар на черно поле h8 · бяла пешка на бяло поле h7 · бял цар на бяло поле g6 · черна пешка на бяло поле e2 · черна пешка на черно поле f2 · бял топ на черно поле e1 · бяла дама на черно поле g1 | 4 |
| 3 | черен цар на черно поле h8 · бяла пешка на бяло поле h7 · бял цар на бяло поле g6 · черна пешка на бяло поле e2 · черна пешка на черно поле f2 · бял топ на черно поле e1 · бяла дама на черно поле g1 | черен цар на черно поле h8 · бяла пешка на бяло поле h7 · бял цар на бяло поле g6 · черна пешка на бяло поле e2 · черна пешка на черно поле f2 · бял топ на черно поле e1 · бяла дама на черно поле g1 | черен цар на черно поле h8 · бяла пешка на бяло поле h7 · бял цар на бяло поле g6 · черна пешка на бяло поле e2 · черна пешка на черно поле f2 · бял топ на черно поле e1 · бяла дама на черно поле g1 | черен цар на черно поле h8 · бяла пешка на бяло поле h7 · бял цар на бяло поле g6 · черна пешка на бяло поле e2 · черна пешка на черно поле f2 · бял топ на черно поле e1 · бяла дама на черно поле g1 | черен цар на черно поле h8 · бяла пешка на бяло поле h7 · бял цар на бяло поле g6 · черна пешка на бяло поле e2 · черна пешка на черно поле f2 · бял топ на черно поле e1 · бяла дама на черно поле g1 | черен цар на черно поле h8 · бяла пешка на бяло поле h7 · бял цар на бяло поле g6 · черна пешка на бяло поле e2 · черна пешка на черно поле f2 · бял топ на черно поле e1 · бяла дама на черно поле g1 | черен цар на черно поле h8 · бяла пешка на бяло поле h7 · бял цар на бяло поле g6 · черна пешка на бяло поле e2 · черна пешка на черно поле f2 · бял топ на черно поле e1 · бяла дама на черно поле g1 | черен цар на черно поле h8 · бяла пешка на бяло поле h7 · бял цар на бяло поле g6 · черна пешка на бяло поле e2 · черна пешка на черно поле f2 · бял топ на черно поле e1 · бяла дама на черно поле g1 | 3 |
| 2 | черен цар на черно поле h8 · бяла пешка на бяло поле h7 · бял цар на бяло поле g6 · черна пешка на бяло поле e2 · черна пешка на черно поле f2 · бял топ на черно поле e1 · бяла дама на черно поле g1 | черен цар на черно поле h8 · бяла пешка на бяло поле h7 · бял цар на бяло поле g6 · черна пешка на бяло поле e2 · черна пешка на черно поле f2 · бял топ на черно поле e1 · бяла дама на черно поле g1 | черен цар на черно поле h8 · бяла пешка на бяло поле h7 · бял цар на бяло поле g6 · черна пешка на бяло поле e2 · черна пешка на черно поле f2 · бял топ на черно поле e1 · бяла дама на черно поле g1 | черен цар на черно поле h8 · бяла пешка на бяло поле h7 · бял цар на бяло поле g6 · черна пешка на бяло поле e2 · черна пешка на черно поле f2 · бял топ на черно поле e1 · бяла дама на черно поле g1 | черен цар на черно поле h8 · бяла пешка на бяло поле h7 · бял цар на бяло поле g6 · черна пешка на бяло поле e2 · черна пешка на черно поле f2 · бял топ на черно поле e1 · бяла дама на черно поле g1 | черен цар на черно поле h8 · бяла пешка на бяло поле h7 · бял цар на бяло поле g6 · черна пешка на бяло поле e2 · черна пешка на черно поле f2 · бял топ на черно поле e1 · бяла дама на черно поле g1 | черен цар на черно поле h8 · бяла пешка на бяло поле h7 · бял цар на бяло поле g6 · черна пешка на бяло поле e2 · черна пешка на черно поле f2 · бял топ на черно поле e1 · бяла дама на черно поле g1 | черен цар на черно поле h8 · бяла пешка на бяло поле h7 · бял цар на бяло поле g6 · черна пешка на бяло поле e2 · черна пешка на черно поле f2 · бял топ на черно поле e1 · бяла дама на черно поле g1 | 2 |
| 1 | черен цар на черно поле h8 · бяла пешка на бяло поле h7 · бял цар на бяло поле g6 · черна пешка на бяло поле e2 · черна пешка на черно поле f2 · бял топ на черно поле e1 · бяла дама на черно поле g1 | черен цар на черно поле h8 · бяла пешка на бяло поле h7 · бял цар на бяло поле g6 · черна пешка на бяло поле e2 · черна пешка на черно поле f2 · бял топ на черно поле e1 · бяла дама на черно поле g1 | черен цар на черно поле h8 · бяла пешка на бяло поле h7 · бял цар на бяло поле g6 · черна пешка на бяло поле e2 · черна пешка на черно поле f2 · бял топ на черно поле e1 · бяла дама на черно поле g1 | черен цар на черно поле h8 · бяла пешка на бяло поле h7 · бял цар на бяло поле g6 · черна пешка на бяло поле e2 · черна пешка на черно поле f2 · бял топ на черно поле e1 · бяла дама на черно поле g1 | черен цар на черно поле h8 · бяла пешка на бяло поле h7 · бял цар на бяло поле g6 · черна пешка на бяло поле e2 · черна пешка на черно поле f2 · бял топ на черно поле e1 · бяла дама на черно поле g1 | черен цар на черно поле h8 · бяла пешка на бяло поле h7 · бял цар на бяло поле g6 · черна пешка на бяло поле e2 · черна пешка на черно поле f2 · бял топ на черно поле e1 · бяла дама на черно поле g1 | черен цар на черно поле h8 · бяла пешка на бяло поле h7 · бял цар на бяло поле g6 · черна пешка на бяло поле e2 · черна пешка на черно поле f2 · бял топ на черно поле e1 · бяла дама на черно поле g1 | черен цар на черно поле h8 · бяла пешка на бяло поле h7 · бял цар на бяло поле g6 · черна пешка на бяло поле e2 · черна пешка на черно поле f2 · бял топ на черно поле e1 · бяла дама на черно поле g1 | 1 |
|   | a | b | c | d | e | f | g | h |   |

Аналогична е задачата на диаграма 5 – мат в 2 хода чрез цугцванг. Нападнати са едновременно дамата и топа чрез вилка, но взимането на пешката Д:f2 води до пат. Затова след неочакваната жертва на дамата и топа 1. Дf1!! черните са в цугцванг 1. ... е:f1Д 2. Tе8# или 1. ... f:e1Д Де8#. 

### Взаимен цугцванг
|   | a                                                                                  | b                                                                                  | c                                                                                  | d                                                                                  | e                                                                                  | f                                                                                  | g                                                                                  | h                                                                                  |   |
| 8 | черен цар на бяло поле c8 · бяла пешка на черно поле c7 · бял цар на черно поле d6 | черен цар на бяло поле c8 · бяла пешка на черно поле c7 · бял цар на черно поле d6 | черен цар на бяло поле c8 · бяла пешка на черно поле c7 · бял цар на черно поле d6 | черен цар на бяло поле c8 · бяла пешка на черно поле c7 · бял цар на черно поле d6 | черен цар на бяло поле c8 · бяла пешка на черно поле c7 · бял цар на черно поле d6 | черен цар на бяло поле c8 · бяла пешка на черно поле c7 · бял цар на черно поле d6 | черен цар на бяло поле c8 · бяла пешка на черно поле c7 · бял цар на черно поле d6 | черен цар на бяло поле c8 · бяла пешка на черно поле c7 · бял цар на черно поле d6 | 8 |
| 7 | черен цар на бяло поле c8 · бяла пешка на черно поле c7 · бял цар на черно поле d6 | черен цар на бяло поле c8 · бяла пешка на черно поле c7 · бял цар на черно поле d6 | черен цар на бяло поле c8 · бяла пешка на черно поле c7 · бял цар на черно поле d6 | черен цар на бяло поле c8 · бяла пешка на черно поле c7 · бял цар на черно поле d6 | черен цар на бяло поле c8 · бяла пешка на черно поле c7 · бял цар на черно поле d6 | черен цар на бяло поле c8 · бяла пешка на черно поле c7 · бял цар на черно поле d6 | черен цар на бяло поле c8 · бяла пешка на черно поле c7 · бял цар на черно поле d6 | черен цар на бяло поле c8 · бяла пешка на черно поле c7 · бял цар на черно поле d6 | 7 |
| 6 | черен цар на бяло поле c8 · бяла пешка на черно поле c7 · бял цар на черно поле d6 | черен цар на бяло поле c8 · бяла пешка на черно поле c7 · бял цар на черно поле d6 | черен цар на бяло поле c8 · бяла пешка на черно поле c7 · бял цар на черно поле d6 | черен цар на бяло поле c8 · бяла пешка на черно поле c7 · бял цар на черно поле d6 | черен цар на бяло поле c8 · бяла пешка на черно поле c7 · бял цар на черно поле d6 | черен цар на бяло поле c8 · бяла пешка на черно поле c7 · бял цар на черно поле d6 | черен цар на бяло поле c8 · бяла пешка на черно поле c7 · бял цар на черно поле d6 | черен цар на бяло поле c8 · бяла пешка на черно поле c7 · бял цар на черно поле d6 | 6 |
| 5 | черен цар на бяло поле c8 · бяла пешка на черно поле c7 · бял цар на черно поле d6 | черен цар на бяло поле c8 · бяла пешка на черно поле c7 · бял цар на черно поле d6 | черен цар на бяло поле c8 · бяла пешка на черно поле c7 · бял цар на черно поле d6 | черен цар на бяло поле c8 · бяла пешка на черно поле c7 · бял цар на черно поле d6 | черен цар на бяло поле c8 · бяла пешка на черно поле c7 · бял цар на черно поле d6 | черен цар на бяло поле c8 · бяла пешка на черно поле c7 · бял цар на черно поле d6 | черен цар на бяло поле c8 · бяла пешка на черно поле c7 · бял цар на черно поле d6 | черен цар на бяло поле c8 · бяла пешка на черно поле c7 · бял цар на черно поле d6 | 5 |
| 4 | черен цар на бяло поле c8 · бяла пешка на черно поле c7 · бял цар на черно поле d6 | черен цар на бяло поле c8 · бяла пешка на черно поле c7 · бял цар на черно поле d6 | черен цар на бяло поле c8 · бяла пешка на черно поле c7 · бял цар на черно поле d6 | черен цар на бяло поле c8 · бяла пешка на черно поле c7 · бял цар на черно поле d6 | черен цар на бяло поле c8 · бяла пешка на черно поле c7 · бял цар на черно поле d6 | черен цар на бяло поле c8 · бяла пешка на черно поле c7 · бял цар на черно поле d6 | черен цар на бяло поле c8 · бяла пешка на черно поле c7 · бял цар на черно поле d6 | черен цар на бяло поле c8 · бяла пешка на черно поле c7 · бял цар на черно поле d6 | 4 |
| 3 | черен цар на бяло поле c8 · бяла пешка на черно поле c7 · бял цар на черно поле d6 | черен цар на бяло поле c8 · бяла пешка на черно поле c7 · бял цар на черно поле d6 | черен цар на бяло поле c8 · бяла пешка на черно поле c7 · бял цар на черно поле d6 | черен цар на бяло поле c8 · бяла пешка на черно поле c7 · бял цар на черно поле d6 | черен цар на бяло поле c8 · бяла пешка на черно поле c7 · бял цар на черно поле d6 | черен цар на бяло поле c8 · бяла пешка на черно поле c7 · бял цар на черно поле d6 | черен цар на бяло поле c8 · бяла пешка на черно поле c7 · бял цар на черно поле d6 | черен цар на бяло поле c8 · бяла пешка на черно поле c7 · бял цар на черно поле d6 | 3 |
| 2 | черен цар на бяло поле c8 · бяла пешка на черно поле c7 · бял цар на черно поле d6 | черен цар на бяло поле c8 · бяла пешка на черно поле c7 · бял цар на черно поле d6 | черен цар на бяло поле c8 · бяла пешка на черно поле c7 · бял цар на черно поле d6 | черен цар на бяло поле c8 · бяла пешка на черно поле c7 · бял цар на черно поле d6 | черен цар на бяло поле c8 · бяла пешка на черно поле c7 · бял цар на черно поле d6 | черен цар на бяло поле c8 · бяла пешка на черно поле c7 · бял цар на черно поле d6 | черен цар на бяло поле c8 · бяла пешка на черно поле c7 · бял цар на черно поле d6 | черен цар на бяло поле c8 · бяла пешка на черно поле c7 · бял цар на черно поле d6 | 2 |
| 1 | черен цар на бяло поле c8 · бяла пешка на черно поле c7 · бял цар на черно поле d6 | черен цар на бяло поле c8 · бяла пешка на черно поле c7 · бял цар на черно поле d6 | черен цар на бяло поле c8 · бяла пешка на черно поле c7 · бял цар на черно поле d6 | черен цар на бяло поле c8 · бяла пешка на черно поле c7 · бял цар на черно поле d6 | черен цар на бяло поле c8 · бяла пешка на черно поле c7 · бял цар на черно поле d6 | черен цар на бяло поле c8 · бяла пешка на черно поле c7 · бял цар на черно поле d6 | черен цар на бяло поле c8 · бяла пешка на черно поле c7 · бял цар на черно поле d6 | черен цар на бяло поле c8 · бяла пешка на черно поле c7 · бял цар на черно поле d6 | 1 |
|   | a                                                                                  | b                                                                                  | c                                                                                  | d                                                                                  | e                                                                                  | f                                                                                  | g                                                                                  | h                                                                                  |   |

|   | a | b | c | d | e | f | g | h |   |
| 8 | черна пешка на бяло поле c6 · бял цар на черно поле d6 · черен цар на бяло поле b5 · бяла пешка на черно поле c5 | черна пешка на бяло поле c6 · бял цар на черно поле d6 · черен цар на бяло поле b5 · бяла пешка на черно поле c5 | черна пешка на бяло поле c6 · бял цар на черно поле d6 · черен цар на бяло поле b5 · бяла пешка на черно поле c5 | черна пешка на бяло поле c6 · бял цар на черно поле d6 · черен цар на бяло поле b5 · бяла пешка на черно поле c5 | черна пешка на бяло поле c6 · бял цар на черно поле d6 · черен цар на бяло поле b5 · бяла пешка на черно поле c5 | черна пешка на бяло поле c6 · бял цар на черно поле d6 · черен цар на бяло поле b5 · бяла пешка на черно поле c5 | черна пешка на бяло поле c6 · бял цар на черно поле d6 · черен цар на бяло поле b5 · бяла пешка на черно поле c5 | черна пешка на бяло поле c6 · бял цар на черно поле d6 · черен цар на бяло поле b5 · бяла пешка на черно поле c5 | 8 |
| 7 | черна пешка на бяло поле c6 · бял цар на черно поле d6 · черен цар на бяло поле b5 · бяла пешка на черно поле c5 | черна пешка на бяло поле c6 · бял цар на черно поле d6 · черен цар на бяло поле b5 · бяла пешка на черно поле c5 | черна пешка на бяло поле c6 · бял цар на черно поле d6 · черен цар на бяло поле b5 · бяла пешка на черно поле c5 | черна пешка на бяло поле c6 · бял цар на черно поле d6 · черен цар на бяло поле b5 · бяла пешка на черно поле c5 | черна пешка на бяло поле c6 · бял цар на черно поле d6 · черен цар на бяло поле b5 · бяла пешка на черно поле c5 | черна пешка на бяло поле c6 · бял цар на черно поле d6 · черен цар на бяло поле b5 · бяла пешка на черно поле c5 | черна пешка на бяло поле c6 · бял цар на черно поле d6 · черен цар на бяло поле b5 · бяла пешка на черно поле c5 | черна пешка на бяло поле c6 · бял цар на черно поле d6 · черен цар на бяло поле b5 · бяла пешка на черно поле c5 | 7 |
| 6 | черна пешка на бяло поле c6 · бял цар на черно поле d6 · черен цар на бяло поле b5 · бяла пешка на черно поле c5 | черна пешка на бяло поле c6 · бял цар на черно поле d6 · черен цар на бяло поле b5 · бяла пешка на черно поле c5 | черна пешка на бяло поле c6 · бял цар на черно поле d6 · черен цар на бяло поле b5 · бяла пешка на черно поле c5 | черна пешка на бяло поле c6 · бял цар на черно поле d6 · черен цар на бяло поле b5 · бяла пешка на черно поле c5 | черна пешка на бяло поле c6 · бял цар на черно поле d6 · черен цар на бяло поле b5 · бяла пешка на черно поле c5 | черна пешка на бяло поле c6 · бял цар на черно поле d6 · черен цар на бяло поле b5 · бяла пешка на черно поле c5 | черна пешка на бяло поле c6 · бял цар на черно поле d6 · черен цар на бяло поле b5 · бяла пешка на черно поле c5 | черна пешка на бяло поле c6 · бял цар на черно поле d6 · черен цар на бяло поле b5 · бяла пешка на черно поле c5 | 6 |
| 5 | черна пешка на бяло поле c6 · бял цар на черно поле d6 · черен цар на бяло поле b5 · бяла пешка на черно поле c5 | черна пешка на бяло поле c6 · бял цар на черно поле d6 · черен цар на бяло поле b5 · бяла пешка на черно поле c5 | черна пешка на бяло поле c6 · бял цар на черно поле d6 · черен цар на бяло поле b5 · бяла пешка на черно поле c5 | черна пешка на бяло поле c6 · бял цар на черно поле d6 · черен цар на бяло поле b5 · бяла пешка на черно поле c5 | черна пешка на бяло поле c6 · бял цар на черно поле d6 · черен цар на бяло поле b5 · бяла пешка на черно поле c5 | черна пешка на бяло поле c6 · бял цар на черно поле d6 · черен цар на бяло поле b5 · бяла пешка на черно поле c5 | черна пешка на бяло поле c6 · бял цар на черно поле d6 · черен цар на бяло поле b5 · бяла пешка на черно поле c5 | черна пешка на бяло поле c6 · бял цар на черно поле d6 · черен цар на бяло поле b5 · бяла пешка на черно поле c5 | 5 |
| 4 | черна пешка на бяло поле c6 · бял цар на черно поле d6 · черен цар на бяло поле b5 · бяла пешка на черно поле c5 | черна пешка на бяло поле c6 · бял цар на черно поле d6 · черен цар на бяло поле b5 · бяла пешка на черно поле c5 | черна пешка на бяло поле c6 · бял цар на черно поле d6 · черен цар на бяло поле b5 · бяла пешка на черно поле c5 | черна пешка на бяло поле c6 · бял цар на черно поле d6 · черен цар на бяло поле b5 · бяла пешка на черно поле c5 | черна пешка на бяло поле c6 · бял цар на черно поле d6 · черен цар на бяло поле b5 · бяла пешка на черно поле c5 | черна пешка на бяло поле c6 · бял цар на черно поле d6 · черен цар на бяло поле b5 · бяла пешка на черно поле c5 | черна пешка на бяло поле c6 · бял цар на черно поле d6 · черен цар на бяло поле b5 · бяла пешка на черно поле c5 | черна пешка на бяло поле c6 · бял цар на черно поле d6 · черен цар на бяло поле b5 · бяла пешка на черно поле c5 | 4 |
| 3 | черна пешка на бяло поле c6 · бял цар на черно поле d6 · черен цар на бяло поле b5 · бяла пешка на черно поле c5 | черна пешка на бяло поле c6 · бял цар на черно поле d6 · черен цар на бяло поле b5 · бяла пешка на черно поле c5 | черна пешка на бяло поле c6 · бял цар на черно поле d6 · черен цар на бяло поле b5 · бяла пешка на черно поле c5 | черна пешка на бяло поле c6 · бял цар на черно поле d6 · черен цар на бяло поле b5 · бяла пешка на черно поле c5 | черна пешка на бяло поле c6 · бял цар на черно поле d6 · черен цар на бяло поле b5 · бяла пешка на черно поле c5 | черна пешка на бяло поле c6 · бял цар на черно поле d6 · черен цар на бяло поле b5 · бяла пешка на черно поле c5 | черна пешка на бяло поле c6 · бял цар на черно поле d6 · черен цар на бяло поле b5 · бяла пешка на черно поле c5 | черна пешка на бяло поле c6 · бял цар на черно поле d6 · черен цар на бяло поле b5 · бяла пешка на черно поле c5 | 3 |
| 2 | черна пешка на бяло поле c6 · бял цар на черно поле d6 · черен цар на бяло поле b5 · бяла пешка на черно поле c5 | черна пешка на бяло поле c6 · бял цар на черно поле d6 · черен цар на бяло поле b5 · бяла пешка на черно поле c5 | черна пешка на бяло поле c6 · бял цар на черно поле d6 · черен цар на бяло поле b5 · бяла пешка на черно поле c5 | черна пешка на бяло поле c6 · бял цар на черно поле d6 · черен цар на бяло поле b5 · бяла пешка на черно поле c5 | черна пешка на бяло поле c6 · бял цар на черно поле d6 · черен цар на бяло поле b5 · бяла пешка на черно поле c5 | черна пешка на бяло поле c6 · бял цар на черно поле d6 · черен цар на бяло поле b5 · бяла пешка на черно поле c5 | черна пешка на бяло поле c6 · бял цар на черно поле d6 · черен цар на бяло поле b5 · бяла пешка на черно поле c5 | черна пешка на бяло поле c6 · бял цар на черно поле d6 · черен цар на бяло поле b5 · бяла пешка на черно поле c5 | 2 |
| 1 | черна пешка на бяло поле c6 · бял цар на черно поле d6 · черен цар на бяло поле b5 · бяла пешка на черно поле c5 | черна пешка на бяло поле c6 · бял цар на черно поле d6 · черен цар на бяло поле b5 · бяла пешка на черно поле c5 | черна пешка на бяло поле c6 · бял цар на черно поле d6 · черен цар на бяло поле b5 · бяла пешка на черно поле c5 | черна пешка на бяло поле c6 · бял цар на черно поле d6 · черен цар на бяло поле b5 · бяла пешка на черно поле c5 | черна пешка на бяло поле c6 · бял цар на черно поле d6 · черен цар на бяло поле b5 · бяла пешка на черно поле c5 | черна пешка на бяло поле c6 · бял цар на черно поле d6 · черен цар на бяло поле b5 · бяла пешка на черно поле c5 | черна пешка на бяло поле c6 · бял цар на черно поле d6 · черен цар на бяло поле b5 · бяла пешка на черно поле c5 | черна пешка на бяло поле c6 · бял цар на черно поле d6 · черен цар на бяло поле b5 · бяла пешка на черно поле c5 | 1 |
|   | a | b | c | d | e | f | g | h |   |

На диаграма 7 е показан класически пример за взаимен цугцванг с 2 пешки. И двата царя са атакували противниковата пешка и едновременно защитават собствената си пешка. Който е на ход, трябва да се откажете от защитата на собствената си пешка, губи я, а с нея и играта.
|   | a | b | c | d | e | f | g | h |   |
| 8 | черна пешка на черно поле e5 · бял цар на черно поле g5 · черен цар на бяло поле c4 · бяла пешка на бяло поле e4 | черна пешка на черно поле e5 · бял цар на черно поле g5 · черен цар на бяло поле c4 · бяла пешка на бяло поле e4 | черна пешка на черно поле e5 · бял цар на черно поле g5 · черен цар на бяло поле c4 · бяла пешка на бяло поле e4 | черна пешка на черно поле e5 · бял цар на черно поле g5 · черен цар на бяло поле c4 · бяла пешка на бяло поле e4 | черна пешка на черно поле e5 · бял цар на черно поле g5 · черен цар на бяло поле c4 · бяла пешка на бяло поле e4 | черна пешка на черно поле e5 · бял цар на черно поле g5 · черен цар на бяло поле c4 · бяла пешка на бяло поле e4 | черна пешка на черно поле e5 · бял цар на черно поле g5 · черен цар на бяло поле c4 · бяла пешка на бяло поле e4 | черна пешка на черно поле e5 · бял цар на черно поле g5 · черен цар на бяло поле c4 · бяла пешка на бяло поле e4 | 8 |
| 7 | черна пешка на черно поле e5 · бял цар на черно поле g5 · черен цар на бяло поле c4 · бяла пешка на бяло поле e4 | черна пешка на черно поле e5 · бял цар на черно поле g5 · черен цар на бяло поле c4 · бяла пешка на бяло поле e4 | черна пешка на черно поле e5 · бял цар на черно поле g5 · черен цар на бяло поле c4 · бяла пешка на бяло поле e4 | черна пешка на черно поле e5 · бял цар на черно поле g5 · черен цар на бяло поле c4 · бяла пешка на бяло поле e4 | черна пешка на черно поле e5 · бял цар на черно поле g5 · черен цар на бяло поле c4 · бяла пешка на бяло поле e4 | черна пешка на черно поле e5 · бял цар на черно поле g5 · черен цар на бяло поле c4 · бяла пешка на бяло поле e4 | черна пешка на черно поле e5 · бял цар на черно поле g5 · черен цар на бяло поле c4 · бяла пешка на бяло поле e4 | черна пешка на черно поле e5 · бял цар на черно поле g5 · черен цар на бяло поле c4 · бяла пешка на бяло поле e4 | 7 |
| 6 | черна пешка на черно поле e5 · бял цар на черно поле g5 · черен цар на бяло поле c4 · бяла пешка на бяло поле e4 | черна пешка на черно поле e5 · бял цар на черно поле g5 · черен цар на бяло поле c4 · бяла пешка на бяло поле e4 | черна пешка на черно поле e5 · бял цар на черно поле g5 · черен цар на бяло поле c4 · бяла пешка на бяло поле e4 | черна пешка на черно поле e5 · бял цар на черно поле g5 · черен цар на бяло поле c4 · бяла пешка на бяло поле e4 | черна пешка на черно поле e5 · бял цар на черно поле g5 · черен цар на бяло поле c4 · бяла пешка на бяло поле e4 | черна пешка на черно поле e5 · бял цар на черно поле g5 · черен цар на бяло поле c4 · бяла пешка на бяло поле e4 | черна пешка на черно поле e5 · бял цар на черно поле g5 · черен цар на бяло поле c4 · бяла пешка на бяло поле e4 | черна пешка на черно поле e5 · бял цар на черно поле g5 · черен цар на бяло поле c4 · бяла пешка на бяло поле e4 | 6 |
| 5 | черна пешка на черно поле e5 · бял цар на черно поле g5 · черен цар на бяло поле c4 · бяла пешка на бяло поле e4 | черна пешка на черно поле e5 · бял цар на черно поле g5 · черен цар на бяло поле c4 · бяла пешка на бяло поле e4 | черна пешка на черно поле e5 · бял цар на черно поле g5 · черен цар на бяло поле c4 · бяла пешка на бяло поле e4 | черна пешка на черно поле e5 · бял цар на черно поле g5 · черен цар на бяло поле c4 · бяла пешка на бяло поле e4 | черна пешка на черно поле e5 · бял цар на черно поле g5 · черен цар на бяло поле c4 · бяла пешка на бяло поле e4 | черна пешка на черно поле e5 · бял цар на черно поле g5 · черен цар на бяло поле c4 · бяла пешка на бяло поле e4 | черна пешка на черно поле e5 · бял цар на черно поле g5 · черен цар на бяло поле c4 · бяла пешка на бяло поле e4 | черна пешка на черно поле e5 · бял цар на черно поле g5 · черен цар на бяло поле c4 · бяла пешка на бяло поле e4 | 5 |
| 4 | черна пешка на черно поле e5 · бял цар на черно поле g5 · черен цар на бяло поле c4 · бяла пешка на бяло поле e4 | черна пешка на черно поле e5 · бял цар на черно поле g5 · черен цар на бяло поле c4 · бяла пешка на бяло поле e4 | черна пешка на черно поле e5 · бял цар на черно поле g5 · черен цар на бяло поле c4 · бяла пешка на бяло поле e4 | черна пешка на черно поле e5 · бял цар на черно поле g5 · черен цар на бяло поле c4 · бяла пешка на бяло поле e4 | черна пешка на черно поле e5 · бял цар на черно поле g5 · черен цар на бяло поле c4 · бяла пешка на бяло поле e4 | черна пешка на черно поле e5 · бял цар на черно поле g5 · черен цар на бяло поле c4 · бяла пешка на бяло поле e4 | черна пешка на черно поле e5 · бял цар на черно поле g5 · черен цар на бяло поле c4 · бяла пешка на бяло поле e4 | черна пешка на черно поле e5 · бял цар на черно поле g5 · черен цар на бяло поле c4 · бяла пешка на бяло поле e4 | 4 |
| 3 | черна пешка на черно поле e5 · бял цар на черно поле g5 · черен цар на бяло поле c4 · бяла пешка на бяло поле e4 | черна пешка на черно поле e5 · бял цар на черно поле g5 · черен цар на бяло поле c4 · бяла пешка на бяло поле e4 | черна пешка на черно поле e5 · бял цар на черно поле g5 · черен цар на бяло поле c4 · бяла пешка на бяло поле e4 | черна пешка на черно поле e5 · бял цар на черно поле g5 · черен цар на бяло поле c4 · бяла пешка на бяло поле e4 | черна пешка на черно поле e5 · бял цар на черно поле g5 · черен цар на бяло поле c4 · бяла пешка на бяло поле e4 | черна пешка на черно поле e5 · бял цар на черно поле g5 · черен цар на бяло поле c4 · бяла пешка на бяло поле e4 | черна пешка на черно поле e5 · бял цар на черно поле g5 · черен цар на бяло поле c4 · бяла пешка на бяло поле e4 | черна пешка на черно поле e5 · бял цар на черно поле g5 · черен цар на бяло поле c4 · бяла пешка на бяло поле e4 | 3 |
| 2 | черна пешка на черно поле e5 · бял цар на черно поле g5 · черен цар на бяло поле c4 · бяла пешка на бяло поле e4 | черна пешка на черно поле e5 · бял цар на черно поле g5 · черен цар на бяло поле c4 · бяла пешка на бяло поле e4 | черна пешка на черно поле e5 · бял цар на черно поле g5 · черен цар на бяло поле c4 · бяла пешка на бяло поле e4 | черна пешка на черно поле e5 · бял цар на черно поле g5 · черен цар на бяло поле c4 · бяла пешка на бяло поле e4 | черна пешка на черно поле e5 · бял цар на черно поле g5 · черен цар на бяло поле c4 · бяла пешка на бяло поле e4 | черна пешка на черно поле e5 · бял цар на черно поле g5 · черен цар на бяло поле c4 · бяла пешка на бяло поле e4 | черна пешка на черно поле e5 · бял цар на черно поле g5 · черен цар на бяло поле c4 · бяла пешка на бяло поле e4 | черна пешка на черно поле e5 · бял цар на черно поле g5 · черен цар на бяло поле c4 · бяла пешка на бяло поле e4 | 2 |
| 1 | черна пешка на черно поле e5 · бял цар на черно поле g5 · черен цар на бяло поле c4 · бяла пешка на бяло поле e4 | черна пешка на черно поле e5 · бял цар на черно поле g5 · черен цар на бяло поле c4 · бяла пешка на бяло поле e4 | черна пешка на черно поле e5 · бял цар на черно поле g5 · черен цар на бяло поле c4 · бяла пешка на бяло поле e4 | черна пешка на черно поле e5 · бял цар на черно поле g5 · черен цар на бяло поле c4 · бяла пешка на бяло поле e4 | черна пешка на черно поле e5 · бял цар на черно поле g5 · черен цар на бяло поле c4 · бяла пешка на бяло поле e4 | черна пешка на черно поле e5 · бял цар на черно поле g5 · черен цар на бяло поле c4 · бяла пешка на бяло поле e4 | черна пешка на черно поле e5 · бял цар на черно поле g5 · черен цар на бяло поле c4 · бяла пешка на бяло поле e4 | черна пешка на черно поле e5 · бял цар на черно поле g5 · черен цар на бяло поле c4 · бяла пешка на бяло поле e4 | 1 |
|   | a | b | c | d | e | f | g | h |   |

Друг пример с 2 пешки е позицията на диаграма 8. Ако на ход са белите, в случая 1. Цf5? Цd4 те попадат в цугцванг и загубват. Затова с 1. Цf6! Цd4 2. Цf5 се достига позиция на взаимен цугцванг. Сега вече губят черните.
Ако на ход са черните, аналогично трябва да нападнат бялата пешка по диагонал 1. ... Цd3! 2. Цf5 Цd4 – отново взаимен цугцванг, но сега вече губят белите.
|   | a | b | c | d | e | f | g | h |   |
| 8 | черна пешка на бяло поле e4 · бял цар на черно поле f4 · черна пешка на бяло поле g4 · бяла пешка на черно поле e3 · бяла пешка на черно поле g3 · черен цар на черно поле f2 | черна пешка на бяло поле e4 · бял цар на черно поле f4 · черна пешка на бяло поле g4 · бяла пешка на черно поле e3 · бяла пешка на черно поле g3 · черен цар на черно поле f2 | черна пешка на бяло поле e4 · бял цар на черно поле f4 · черна пешка на бяло поле g4 · бяла пешка на черно поле e3 · бяла пешка на черно поле g3 · черен цар на черно поле f2 | черна пешка на бяло поле e4 · бял цар на черно поле f4 · черна пешка на бяло поле g4 · бяла пешка на черно поле e3 · бяла пешка на черно поле g3 · черен цар на черно поле f2 | черна пешка на бяло поле e4 · бял цар на черно поле f4 · черна пешка на бяло поле g4 · бяла пешка на черно поле e3 · бяла пешка на черно поле g3 · черен цар на черно поле f2 | черна пешка на бяло поле e4 · бял цар на черно поле f4 · черна пешка на бяло поле g4 · бяла пешка на черно поле e3 · бяла пешка на черно поле g3 · черен цар на черно поле f2 | черна пешка на бяло поле e4 · бял цар на черно поле f4 · черна пешка на бяло поле g4 · бяла пешка на черно поле e3 · бяла пешка на черно поле g3 · черен цар на черно поле f2 | черна пешка на бяло поле e4 · бял цар на черно поле f4 · черна пешка на бяло поле g4 · бяла пешка на черно поле e3 · бяла пешка на черно поле g3 · черен цар на черно поле f2 | 8 |
| 7 | черна пешка на бяло поле e4 · бял цар на черно поле f4 · черна пешка на бяло поле g4 · бяла пешка на черно поле e3 · бяла пешка на черно поле g3 · черен цар на черно поле f2 | черна пешка на бяло поле e4 · бял цар на черно поле f4 · черна пешка на бяло поле g4 · бяла пешка на черно поле e3 · бяла пешка на черно поле g3 · черен цар на черно поле f2 | черна пешка на бяло поле e4 · бял цар на черно поле f4 · черна пешка на бяло поле g4 · бяла пешка на черно поле e3 · бяла пешка на черно поле g3 · черен цар на черно поле f2 | черна пешка на бяло поле e4 · бял цар на черно поле f4 · черна пешка на бяло поле g4 · бяла пешка на черно поле e3 · бяла пешка на черно поле g3 · черен цар на черно поле f2 | черна пешка на бяло поле e4 · бял цар на черно поле f4 · черна пешка на бяло поле g4 · бяла пешка на черно поле e3 · бяла пешка на черно поле g3 · черен цар на черно поле f2 | черна пешка на бяло поле e4 · бял цар на черно поле f4 · черна пешка на бяло поле g4 · бяла пешка на черно поле e3 · бяла пешка на черно поле g3 · черен цар на черно поле f2 | черна пешка на бяло поле e4 · бял цар на черно поле f4 · черна пешка на бяло поле g4 · бяла пешка на черно поле e3 · бяла пешка на черно поле g3 · черен цар на черно поле f2 | черна пешка на бяло поле e4 · бял цар на черно поле f4 · черна пешка на бяло поле g4 · бяла пешка на черно поле e3 · бяла пешка на черно поле g3 · черен цар на черно поле f2 | 7 |
| 6 | черна пешка на бяло поле e4 · бял цар на черно поле f4 · черна пешка на бяло поле g4 · бяла пешка на черно поле e3 · бяла пешка на черно поле g3 · черен цар на черно поле f2 | черна пешка на бяло поле e4 · бял цар на черно поле f4 · черна пешка на бяло поле g4 · бяла пешка на черно поле e3 · бяла пешка на черно поле g3 · черен цар на черно поле f2 | черна пешка на бяло поле e4 · бял цар на черно поле f4 · черна пешка на бяло поле g4 · бяла пешка на черно поле e3 · бяла пешка на черно поле g3 · черен цар на черно поле f2 | черна пешка на бяло поле e4 · бял цар на черно поле f4 · черна пешка на бяло поле g4 · бяла пешка на черно поле e3 · бяла пешка на черно поле g3 · черен цар на черно поле f2 | черна пешка на бяло поле e4 · бял цар на черно поле f4 · черна пешка на бяло поле g4 · бяла пешка на черно поле e3 · бяла пешка на черно поле g3 · черен цар на черно поле f2 | черна пешка на бяло поле e4 · бял цар на черно поле f4 · черна пешка на бяло поле g4 · бяла пешка на черно поле e3 · бяла пешка на черно поле g3 · черен цар на черно поле f2 | черна пешка на бяло поле e4 · бял цар на черно поле f4 · черна пешка на бяло поле g4 · бяла пешка на черно поле e3 · бяла пешка на черно поле g3 · черен цар на черно поле f2 | черна пешка на бяло поле e4 · бял цар на черно поле f4 · черна пешка на бяло поле g4 · бяла пешка на черно поле e3 · бяла пешка на черно поле g3 · черен цар на черно поле f2 | 6 |
| 5 | черна пешка на бяло поле e4 · бял цар на черно поле f4 · черна пешка на бяло поле g4 · бяла пешка на черно поле e3 · бяла пешка на черно поле g3 · черен цар на черно поле f2 | черна пешка на бяло поле e4 · бял цар на черно поле f4 · черна пешка на бяло поле g4 · бяла пешка на черно поле e3 · бяла пешка на черно поле g3 · черен цар на черно поле f2 | черна пешка на бяло поле e4 · бял цар на черно поле f4 · черна пешка на бяло поле g4 · бяла пешка на черно поле e3 · бяла пешка на черно поле g3 · черен цар на черно поле f2 | черна пешка на бяло поле e4 · бял цар на черно поле f4 · черна пешка на бяло поле g4 · бяла пешка на черно поле e3 · бяла пешка на черно поле g3 · черен цар на черно поле f2 | черна пешка на бяло поле e4 · бял цар на черно поле f4 · черна пешка на бяло поле g4 · бяла пешка на черно поле e3 · бяла пешка на черно поле g3 · черен цар на черно поле f2 | черна пешка на бяло поле e4 · бял цар на черно поле f4 · черна пешка на бяло поле g4 · бяла пешка на черно поле e3 · бяла пешка на черно поле g3 · черен цар на черно поле f2 | черна пешка на бяло поле e4 · бял цар на черно поле f4 · черна пешка на бяло поле g4 · бяла пешка на черно поле e3 · бяла пешка на черно поле g3 · черен цар на черно поле f2 | черна пешка на бяло поле e4 · бял цар на черно поле f4 · черна пешка на бяло поле g4 · бяла пешка на черно поле e3 · бяла пешка на черно поле g3 · черен цар на черно поле f2 | 5 |
| 4 | черна пешка на бяло поле e4 · бял цар на черно поле f4 · черна пешка на бяло поле g4 · бяла пешка на черно поле e3 · бяла пешка на черно поле g3 · черен цар на черно поле f2 | черна пешка на бяло поле e4 · бял цар на черно поле f4 · черна пешка на бяло поле g4 · бяла пешка на черно поле e3 · бяла пешка на черно поле g3 · черен цар на черно поле f2 | черна пешка на бяло поле e4 · бял цар на черно поле f4 · черна пешка на бяло поле g4 · бяла пешка на черно поле e3 · бяла пешка на черно поле g3 · черен цар на черно поле f2 | черна пешка на бяло поле e4 · бял цар на черно поле f4 · черна пешка на бяло поле g4 · бяла пешка на черно поле e3 · бяла пешка на черно поле g3 · черен цар на черно поле f2 | черна пешка на бяло поле e4 · бял цар на черно поле f4 · черна пешка на бяло поле g4 · бяла пешка на черно поле e3 · бяла пешка на черно поле g3 · черен цар на черно поле f2 | черна пешка на бяло поле e4 · бял цар на черно поле f4 · черна пешка на бяло поле g4 · бяла пешка на черно поле e3 · бяла пешка на черно поле g3 · черен цар на черно поле f2 | черна пешка на бяло поле e4 · бял цар на черно поле f4 · черна пешка на бяло поле g4 · бяла пешка на черно поле e3 · бяла пешка на черно поле g3 · черен цар на черно поле f2 | черна пешка на бяло поле e4 · бял цар на черно поле f4 · черна пешка на бяло поле g4 · бяла пешка на черно поле e3 · бяла пешка на черно поле g3 · черен цар на черно поле f2 | 4 |
| 3 | черна пешка на бяло поле e4 · бял цар на черно поле f4 · черна пешка на бяло поле g4 · бяла пешка на черно поле e3 · бяла пешка на черно поле g3 · черен цар на черно поле f2 | черна пешка на бяло поле e4 · бял цар на черно поле f4 · черна пешка на бяло поле g4 · бяла пешка на черно поле e3 · бяла пешка на черно поле g3 · черен цар на черно поле f2 | черна пешка на бяло поле e4 · бял цар на черно поле f4 · черна пешка на бяло поле g4 · бяла пешка на черно поле e3 · бяла пешка на черно поле g3 · черен цар на черно поле f2 | черна пешка на бяло поле e4 · бял цар на черно поле f4 · черна пешка на бяло поле g4 · бяла пешка на черно поле e3 · бяла пешка на черно поле g3 · черен цар на черно поле f2 | черна пешка на бяло поле e4 · бял цар на черно поле f4 · черна пешка на бяло поле g4 · бяла пешка на черно поле e3 · бяла пешка на черно поле g3 · черен цар на черно поле f2 | черна пешка на бяло поле e4 · бял цар на черно поле f4 · черна пешка на бяло поле g4 · бяла пешка на черно поле e3 · бяла пешка на черно поле g3 · черен цар на черно поле f2 | черна пешка на бяло поле e4 · бял цар на черно поле f4 · черна пешка на бяло поле g4 · бяла пешка на черно поле e3 · бяла пешка на черно поле g3 · черен цар на черно поле f2 | черна пешка на бяло поле e4 · бял цар на черно поле f4 · черна пешка на бяло поле g4 · бяла пешка на черно поле e3 · бяла пешка на черно поле g3 · черен цар на черно поле f2 | 3 |
| 2 | черна пешка на бяло поле e4 · бял цар на черно поле f4 · черна пешка на бяло поле g4 · бяла пешка на черно поле e3 · бяла пешка на черно поле g3 · черен цар на черно поле f2 | черна пешка на бяло поле e4 · бял цар на черно поле f4 · черна пешка на бяло поле g4 · бяла пешка на черно поле e3 · бяла пешка на черно поле g3 · черен цар на черно поле f2 | черна пешка на бяло поле e4 · бял цар на черно поле f4 · черна пешка на бяло поле g4 · бяла пешка на черно поле e3 · бяла пешка на черно поле g3 · черен цар на черно поле f2 | черна пешка на бяло поле e4 · бял цар на черно поле f4 · черна пешка на бяло поле g4 · бяла пешка на черно поле e3 · бяла пешка на черно поле g3 · черен цар на черно поле f2 | черна пешка на бяло поле e4 · бял цар на черно поле f4 · черна пешка на бяло поле g4 · бяла пешка на черно поле e3 · бяла пешка на черно поле g3 · черен цар на черно поле f2 | черна пешка на бяло поле e4 · бял цар на черно поле f4 · черна пешка на бяло поле g4 · бяла пешка на черно поле e3 · бяла пешка на черно поле g3 · черен цар на черно поле f2 | черна пешка на бяло поле e4 · бял цар на черно поле f4 · черна пешка на бяло поле g4 · бяла пешка на черно поле e3 · бяла пешка на черно поле g3 · черен цар на черно поле f2 | черна пешка на бяло поле e4 · бял цар на черно поле f4 · черна пешка на бяло поле g4 · бяла пешка на черно поле e3 · бяла пешка на черно поле g3 · черен цар на черно поле f2 | 2 |
| 1 | черна пешка на бяло поле e4 · бял цар на черно поле f4 · черна пешка на бяло поле g4 · бяла пешка на черно поле e3 · бяла пешка на черно поле g3 · черен цар на черно поле f2 | черна пешка на бяло поле e4 · бял цар на черно поле f4 · черна пешка на бяло поле g4 · бяла пешка на черно поле e3 · бяла пешка на черно поле g3 · черен цар на черно поле f2 | черна пешка на бяло поле e4 · бял цар на черно поле f4 · черна пешка на бяло поле g4 · бяла пешка на черно поле e3 · бяла пешка на черно поле g3 · черен цар на черно поле f2 | черна пешка на бяло поле e4 · бял цар на черно поле f4 · черна пешка на бяло поле g4 · бяла пешка на черно поле e3 · бяла пешка на черно поле g3 · черен цар на черно поле f2 | черна пешка на бяло поле e4 · бял цар на черно поле f4 · черна пешка на бяло поле g4 · бяла пешка на черно поле e3 · бяла пешка на черно поле g3 · черен цар на черно поле f2 | черна пешка на бяло поле e4 · бял цар на черно поле f4 · черна пешка на бяло поле g4 · бяла пешка на черно поле e3 · бяла пешка на черно поле g3 · черен цар на черно поле f2 | черна пешка на бяло поле e4 · бял цар на черно поле f4 · черна пешка на бяло поле g4 · бяла пешка на черно поле e3 · бяла пешка на черно поле g3 · черен цар на черно поле f2 | черна пешка на бяло поле e4 · бял цар на черно поле f4 · черна пешка на бяло поле g4 · бяла пешка на черно поле e3 · бяла пешка на черно поле g3 · черен цар на черно поле f2 | 1 |
|   | a | b | c | d | e | f | g | h |   |

На диаграма 9 е показан взаимен цугцванг в симетрична позиция с 4 пешки – който започне, той губи. Например, при ход на белите: 
1. Ц:e4 Ц:g3 2. Цf5 Цf3 3. e4 g3 4. e5 g2 5. e6 g1Д и белите не успяват да произведат своята дама. Или 1. Ц:g4 Ц:e3 със симетрична игра. А при ход на черните печелят белите: 
1. … Цe2 2. Ц:e4 или 
1. … Цg2 2. Ц:g4.